# Friedrichstraße (Wien)
Die Friedrichstraße befindet sich im 1. Wiener Gemeindebezirk, der Inneren Stadt. Sie wurde 1860 nach Kaiser Friedrich III. benannt.

## Geschichte
In der Gegend der heutigen Friedrichstraße grenzten im Mittelalter die Wiener Vorstädte vor dem Kärntnertor und vor dem Widmertor aneinander. Ab dem 16. Jahrhundert befand sich hier ein Teil des Glacis vor der Wiener Stadtmauer.
Die Straße selbst wurde im Zuge der Verbauung des Glacis 1860 entlang der linken Seite des Wienflusses angelegt und reichte ursprünglich nur von der Kärntner Straße bis zur Operngasse. Dort wo sich das ehemalige Gebäude des Österreichischen Verkehrsbüros befindet führte eine Brücke über den noch unregulierten Fluss, die zunächst Theatersteg, dann Schikanedersteg genannt wurde. 1862 wurde die Grenze zwischen dem 1. und 4. Bezirk entlang des Wienflusses festgelegt, der 1895 bis 1902 eingewölbt wurde. 1913 verlängerte man die Friedrichstraße bis zum Getreidemarkt.

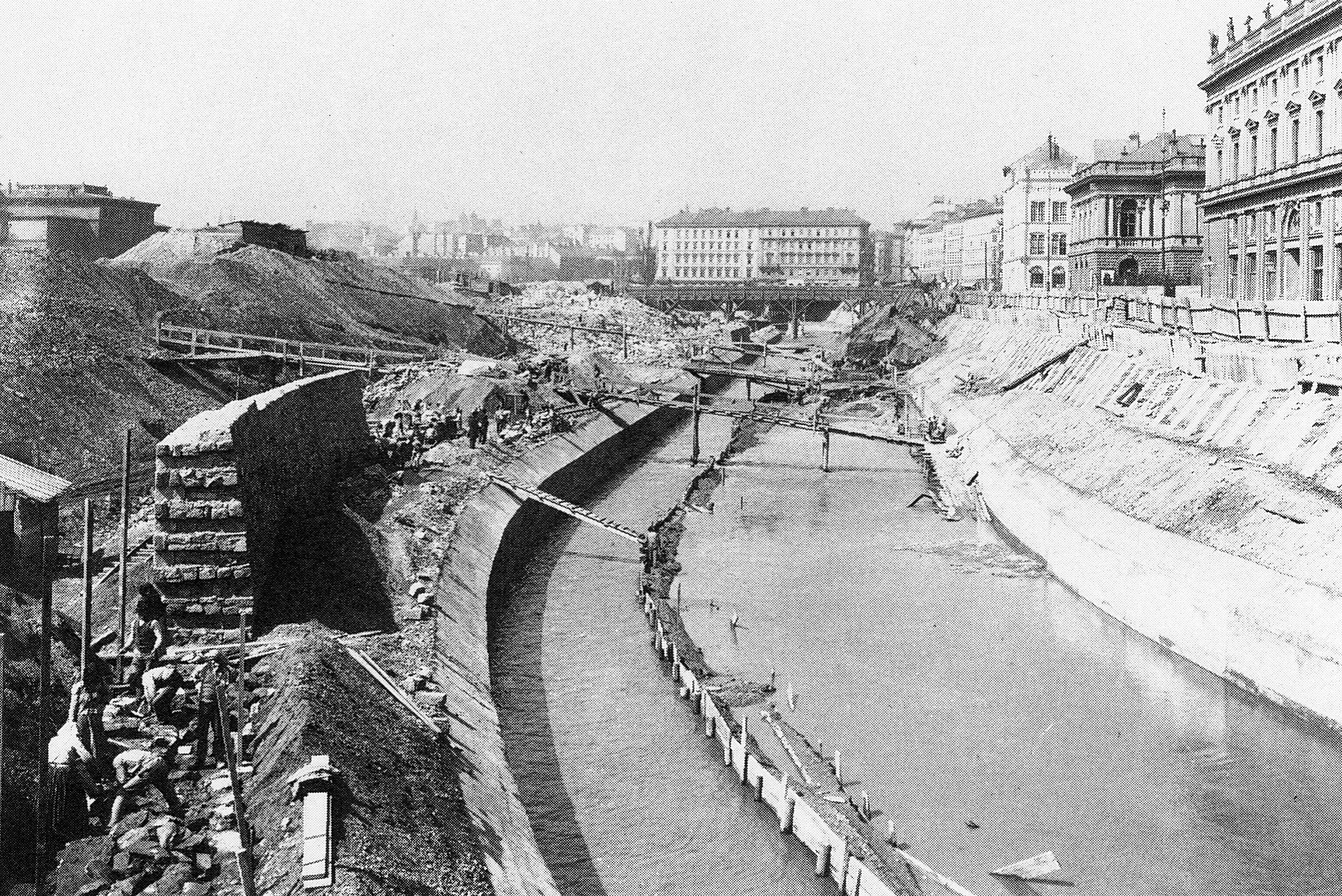
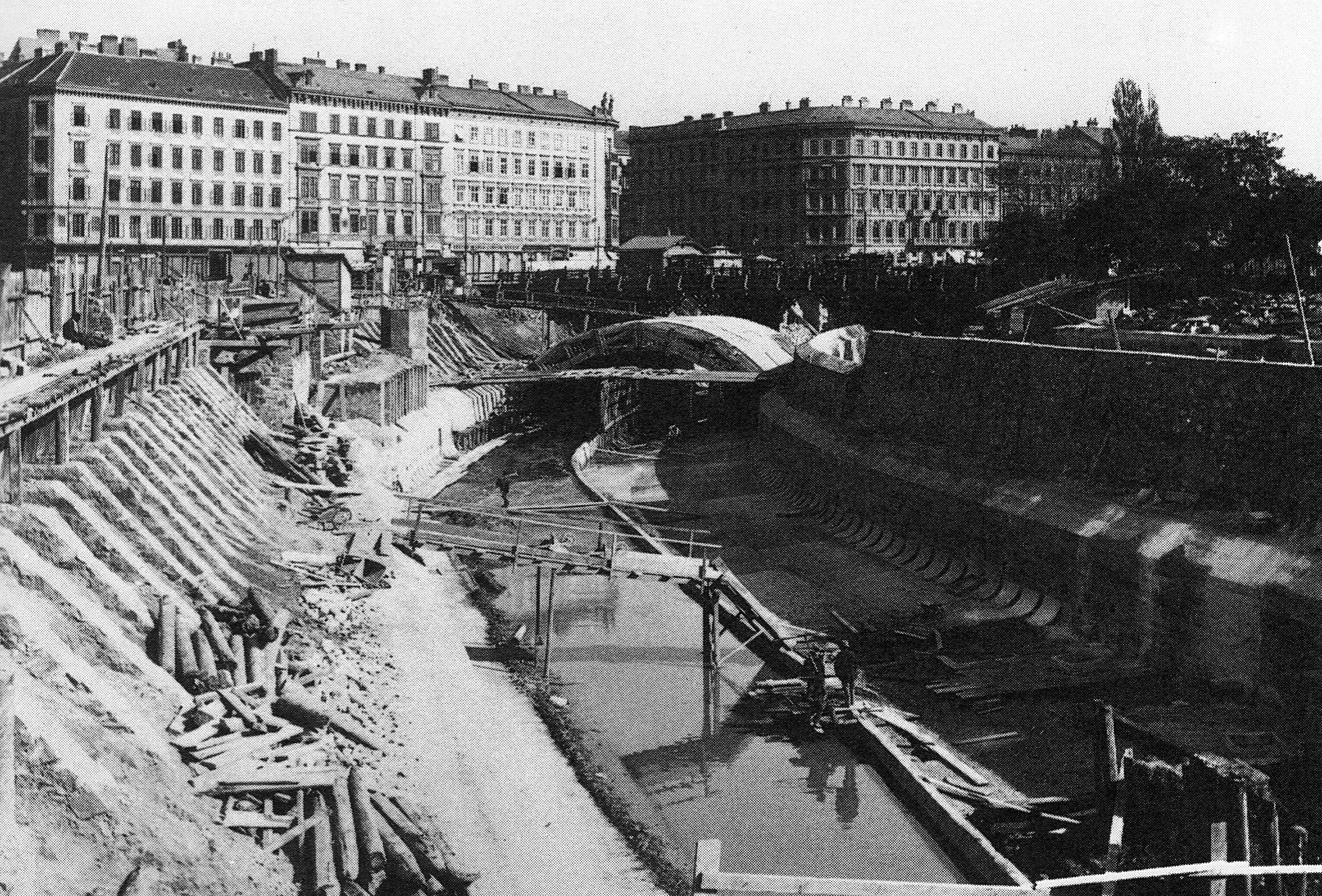
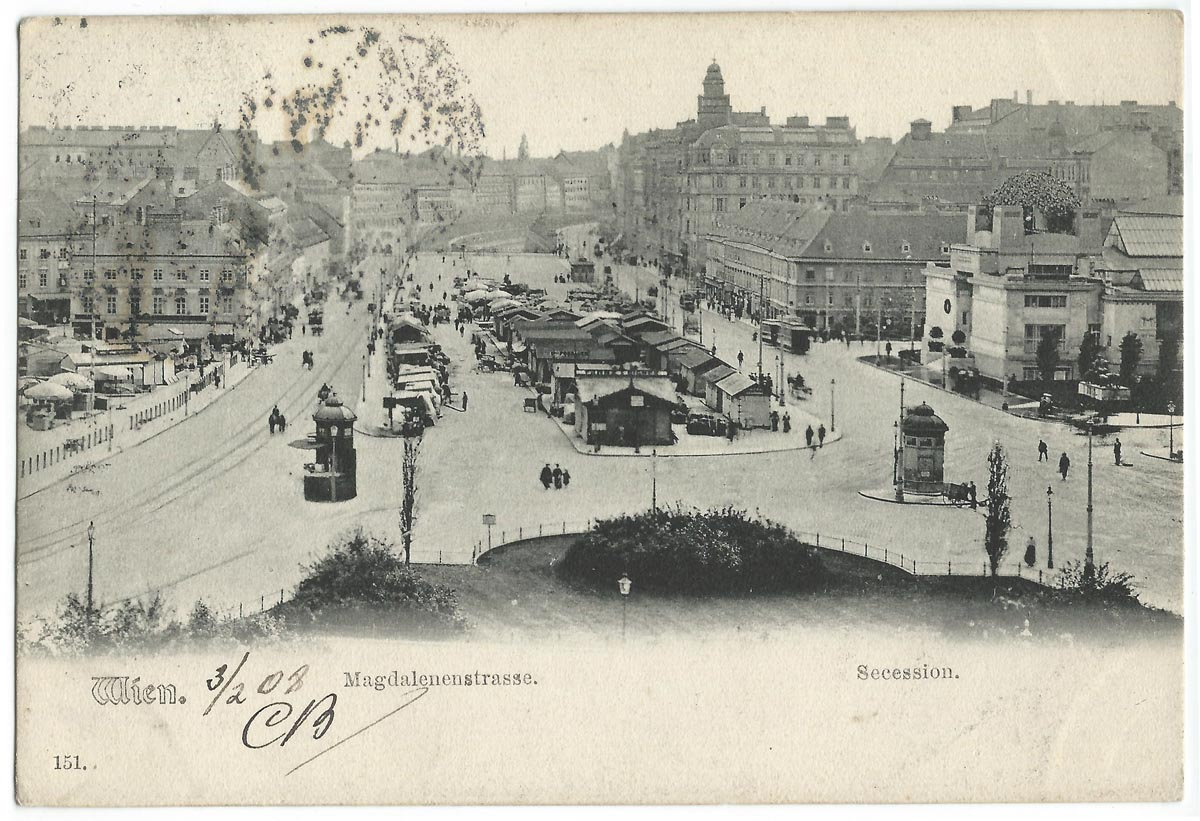
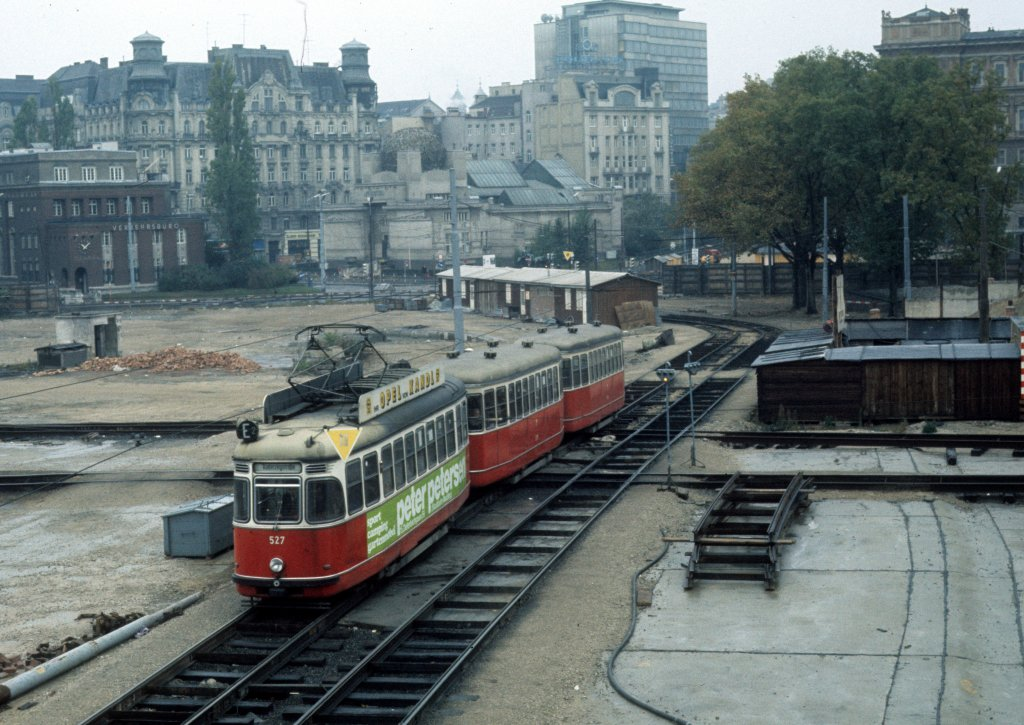

## Lage und Charakteristik

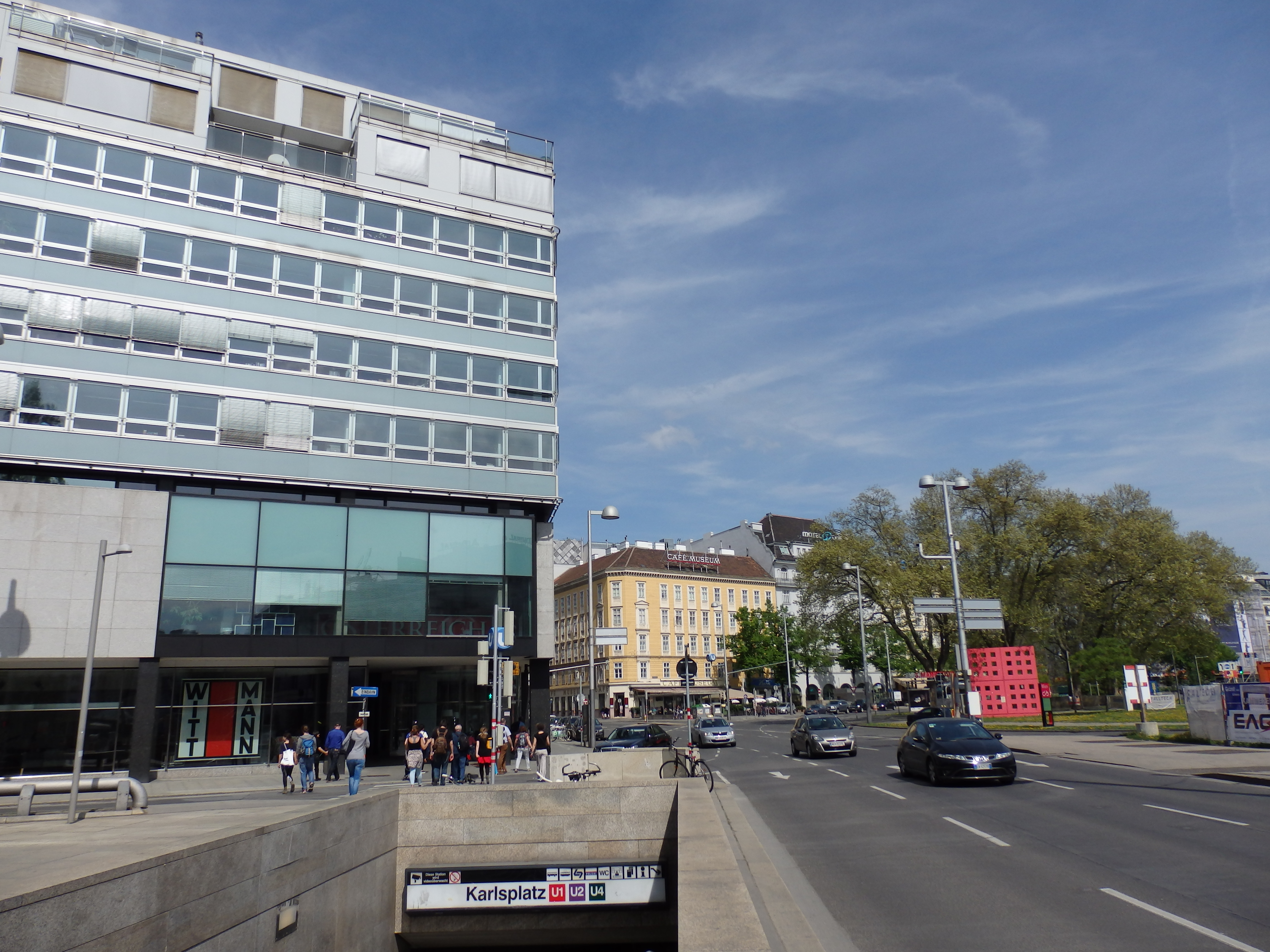
Friedrichstraße gegen Nordosten

Die Friedrichstraße verläuft von der Kärntner Straße in einem Bogen nach Südwesten bis zum Getreidemarkt und schließt die weite Fläche des Karlsplatzes gegen Westen ab. Die Entstehung der Straße bringt es mit sich, dass sie nur stadtseitig mit Häusern verbaut wurde, während die südliche Seite, der überwölbte Wienfluss, aus Grünflächen besteht. Eine Ausnahme bildet das Gebäude des Novomatic Forum zwischen Operngasse und Getreidemarkt. Die Friedrichstraße selbst ist eine dreispurig ausgebaute Einbahnstraße, die stark befahrener Teil einer Durchzugs- und Kreuzungsroute ist, die im Süden der Inneren Stadt von der Lothringerstraße zur Linken Wienzeile (Westausfahrt Wiens) führt. Über den Getreidemarkt hingegen gelangt man in die nördlichen Stadtgebiete, über die Operngasse nach Süden. Diese absolute Priorität des Autoverkehrs macht es Fußgängern nicht leicht, sich in dieser Gegend aufzuhalten bzw. sie zu überqueren, obwohl die zentrale Lage und die Nähe touristisch interessanter Gebäude am Karlsplatz, an der Ringstraße, an der Wienzeile (Naschmarkt, Theater an der Wien) und an der Friedrichstraße selbst (Secession) dennoch viele Touristen hierherbringt. Außerdem befinden sich mehrere Speiselokale und einige Geschäfte entlang der Friedrichstraße. 
Zwischen Kärntner Straße und Operngasse verläuft stadtseitig ein Radweg. Öffentliche Verkehrsmittel gibt es an der Oberfläche keine mehr, unterhalb der Friedrichstraße befindet sich die Trasse der U2. Drei Abgänge führen zur Fußgeherpassage Karlsplatz mit den Stationen von U1, U2 und U4. Vor der Errichtung der U2 befuhren mehrere Straßenbahnlinien die Friedrichstraße, die sogenannten Zweierlinien.
Zwischen Kärntner Straße und Operngasse verläuft stadtseitig eine Baumreihe, die Geh- und Radweg voneinander trennt. Auf der anderen Seite liegen der Esperanto- und der Girardipark, die sich aber beide nicht zum Verweilen oder Spazierengehen eignen, sondern lediglich als Verkehrsinseln dienen.
Die Gebäude entlang der Friedrichstraße stammen aus der Zeit des Historismus und des Jugendstils. Herausragend dabei ist sicherlich das Secessionsgebäude, eines der prominentesten Bauwerke des Jugendstils in Wien. Daneben befindet sich die plastische Marc-Anton-Gruppe. Das Novomatic Forum ist ein typisches Beispiel aus der Zeit des Roten Wien der 1920er Jahre. Aus neuester Zeit stammt der prominent gelegene Akademiehof (1990er Jahre). Die Hälfte der Gebäude an der Friedrichstraße steht unter Denkmalschutz.

## Bauten, Grünanlagen und Denkmäler

### Esperantopark und Girardipark
→ siehe auch Hauptartikel Esperantopark und Girardipark
An der südlichen Seite der Friedrichstraße liegen die beiden, nur durch einen Gehweg voneinander getrennten Grünflächen, die eine Verkehrsinsel zwischen den stark frequentierten Fahrbahnen von Friedrichstraße, Operngasse und Karlsplatz bilden. Sie sind nicht zum Verweilen geeignet. In den 2006 geschaffenen Parks stehen die Denkmäler des Schauspielers Alexander Girardi (1929) von Otto Hofner und des Begründers der Plansprache Esperanto, Ludwik Lejzer Zamenhof (1958) von Josef Müller-Weidler. Beide Skulpturen stehen unter Denkmalschutz.
Außerdem befindet sich hier der Abgang in die Wiener Kanalisation, die im Zuge von 3. Mann-Touren besichtigt werden kann. Durch den Film Der dritte Mann mit Orson Welles wurde die Kanalisation weltberühmt.

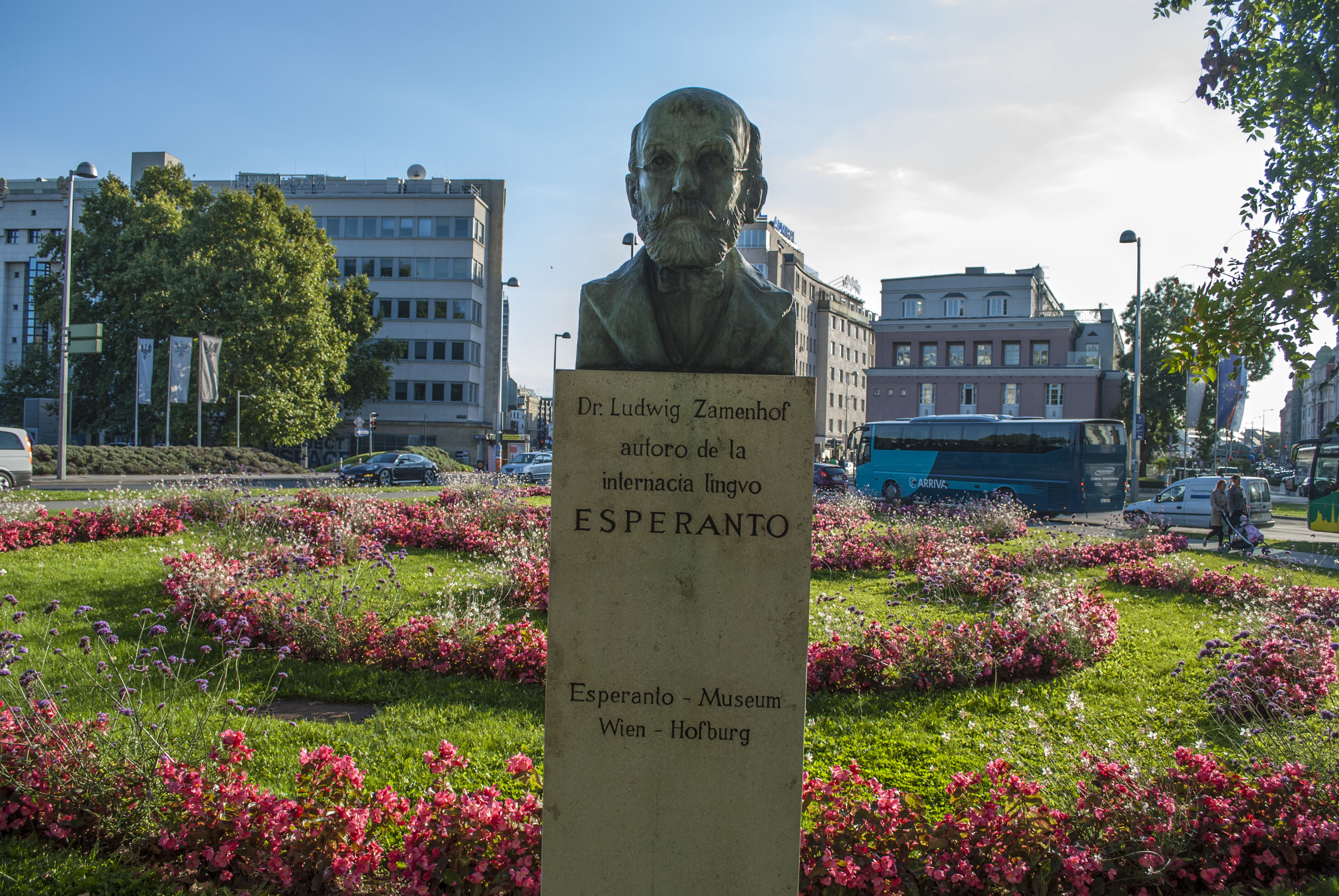
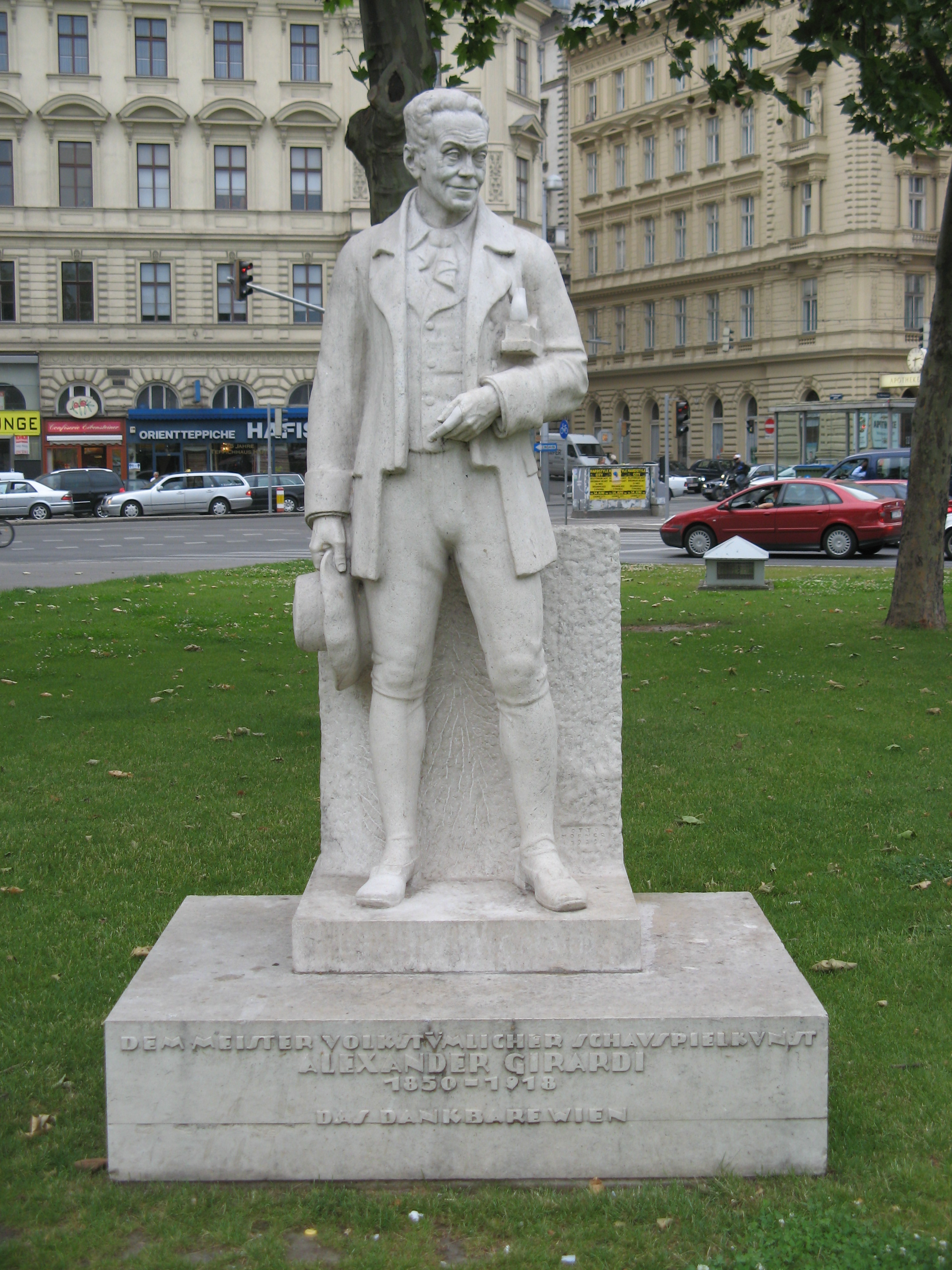
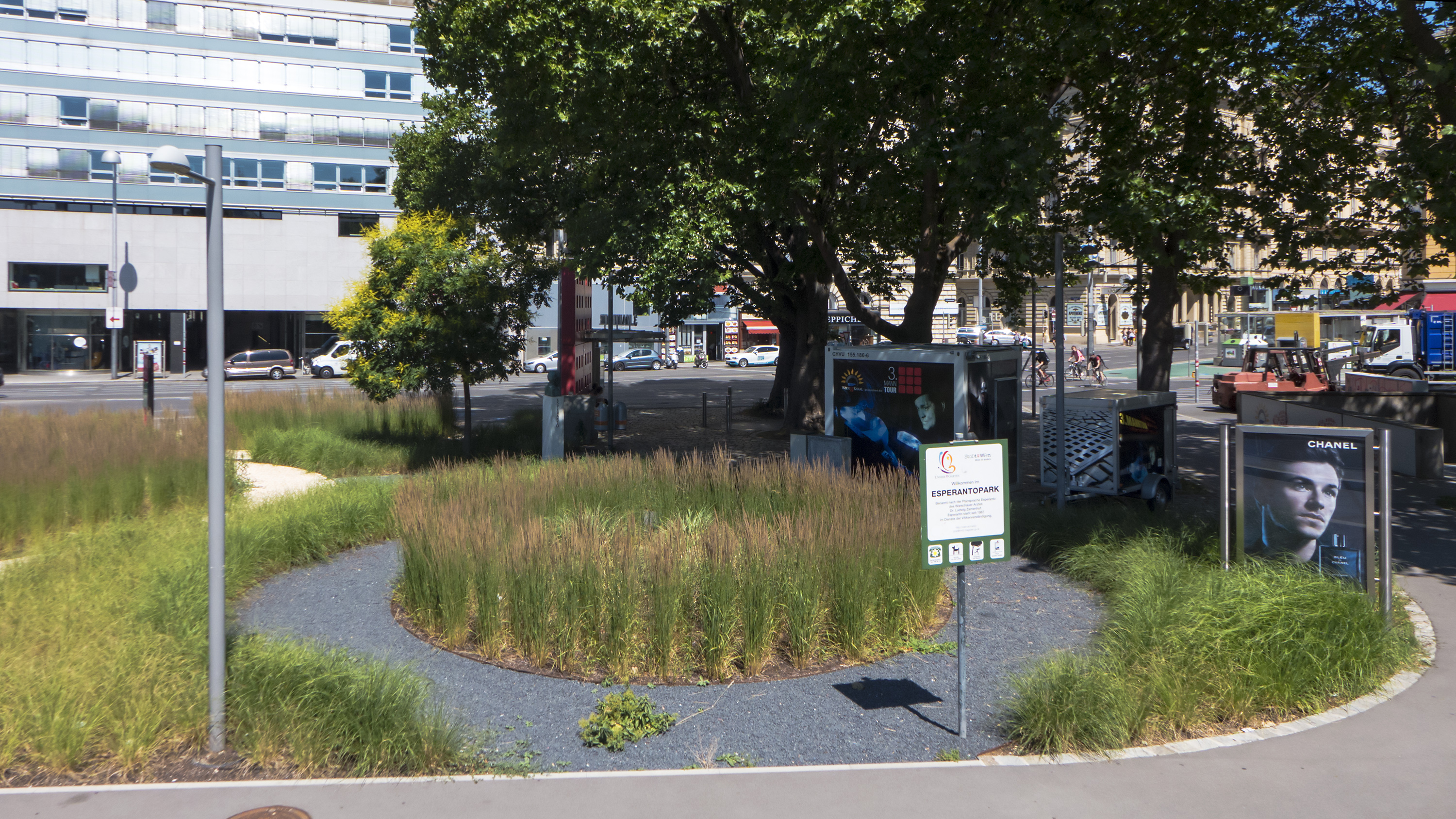
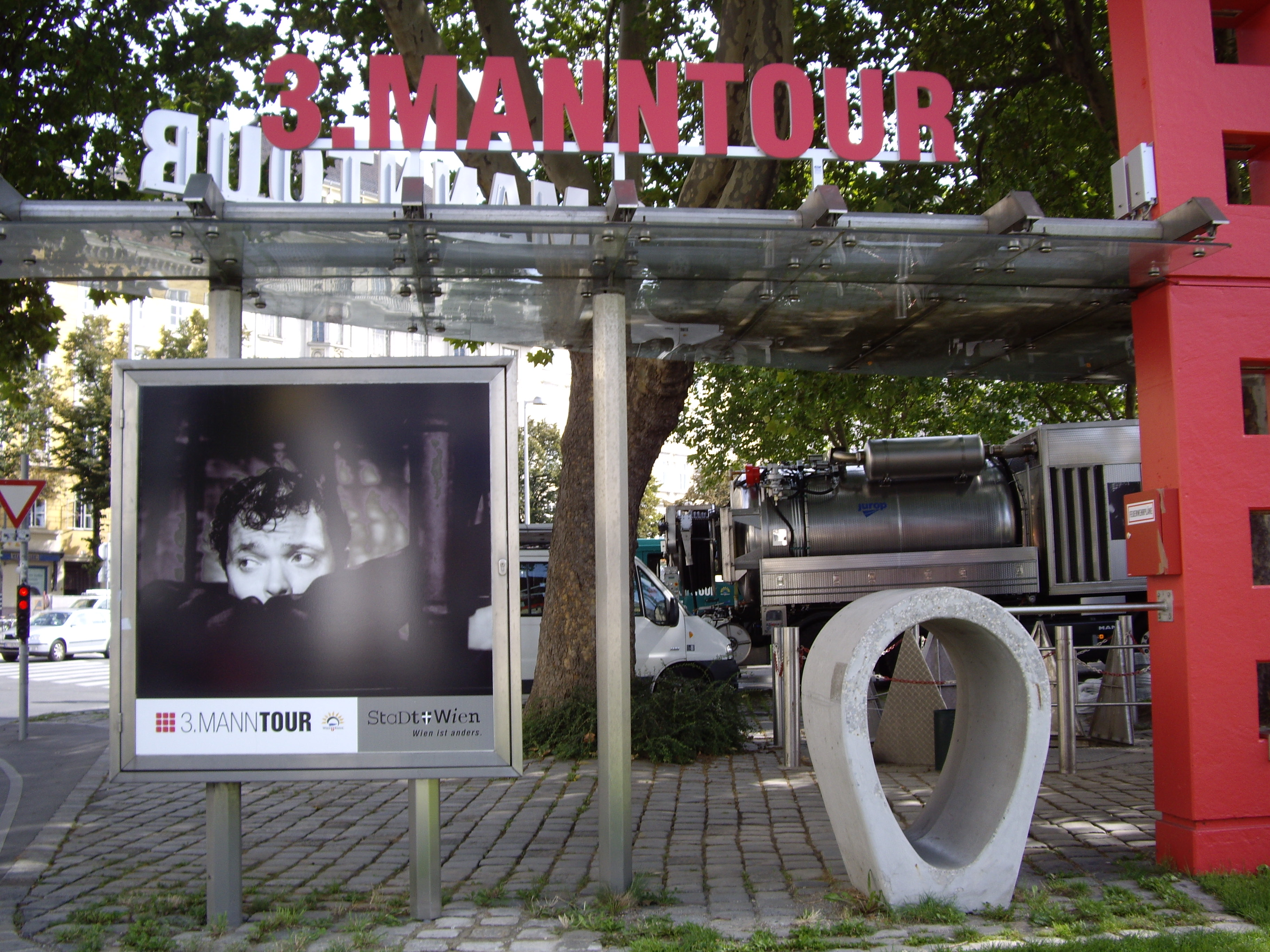
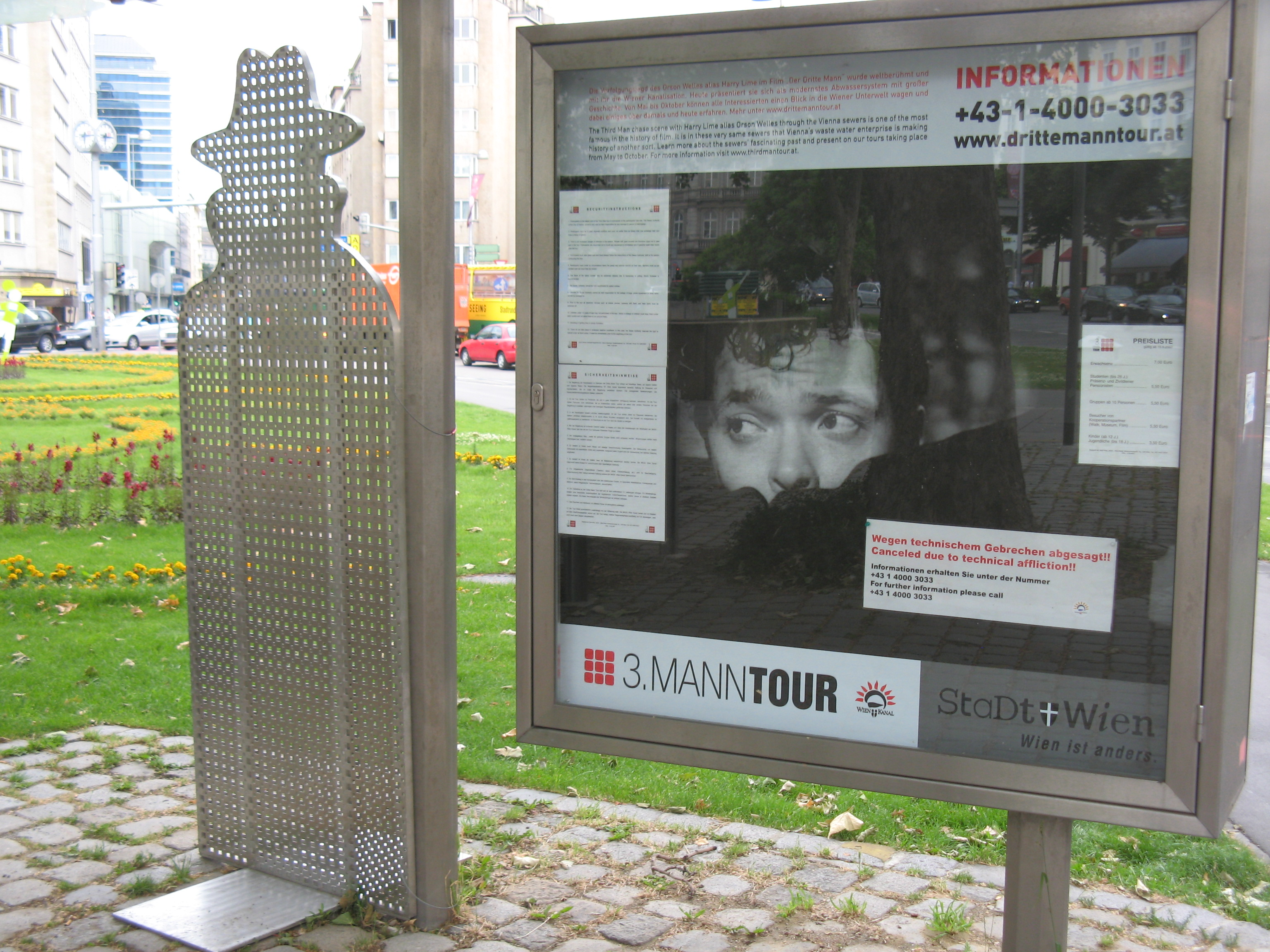

### Nr. 2: Frühhistoristisches Eckhaus

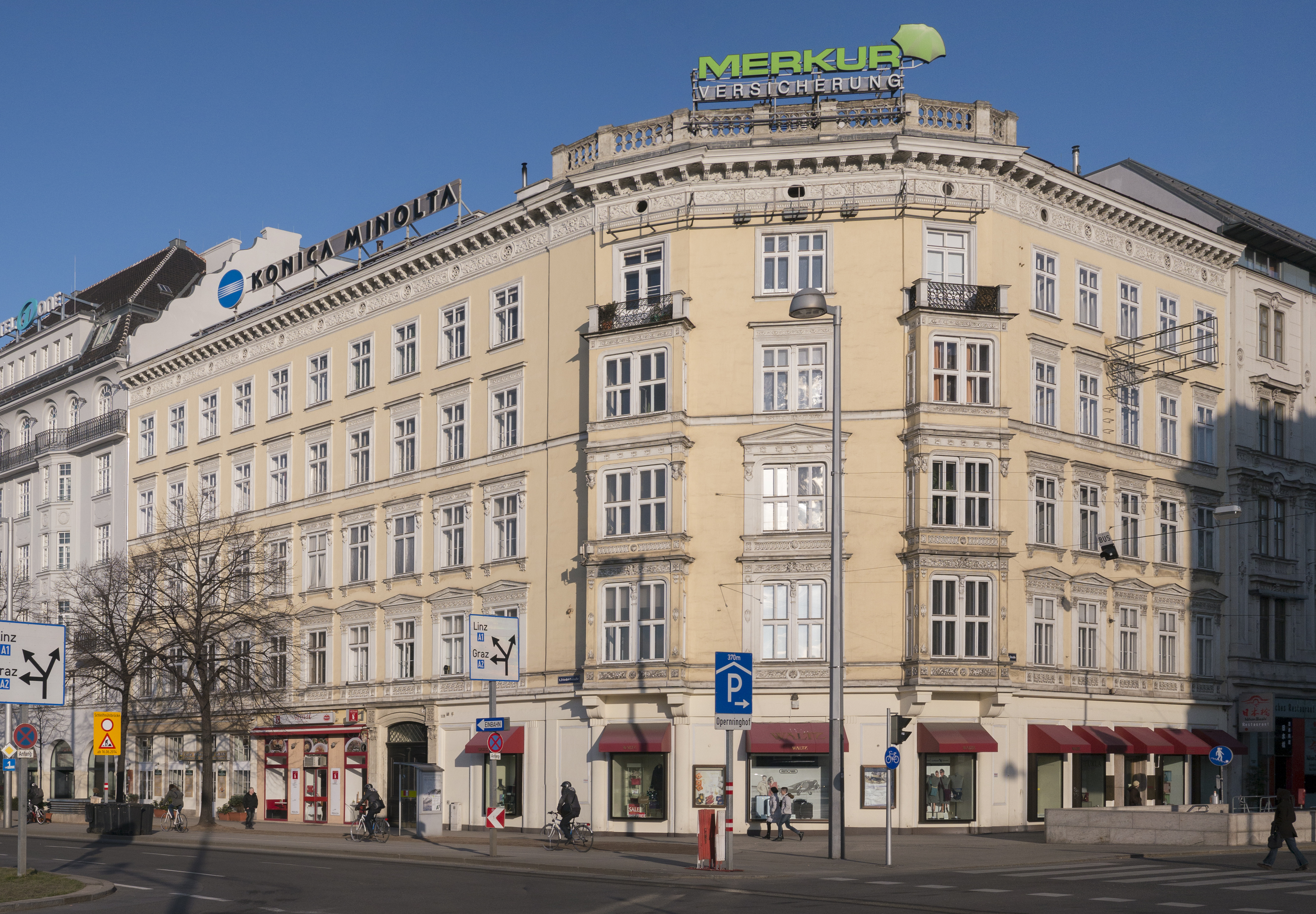
Friedrichstraße 2 (1860) von Ferdinand Fellner d. Ä.

Das Gebäude an der Ecke Kärntner Straße / Friedrichstraße wurde 1860 von Ferdinand Fellner d. Ä. als eines der ersten der Ringstraßenzone errichtet. Es bildet durch seine exponierte Lage einen städtebaulichen Akzent am südlichen Eingang zur Inneren Stadt. Die Ecke ist breit polygonal abgefast und wird durch dreigeschoßige Erker hervorgehoben. Auf der Attikabalustrade darüber befanden sich ursprünglich Statuen. An beiden Seiten reihen sich Ädikula- und Giebelfenster mit kleinteiligem Dekor. Das Portal wird durch Lisenen eingefasst. Das Haus steht unter Denkmalschutz.

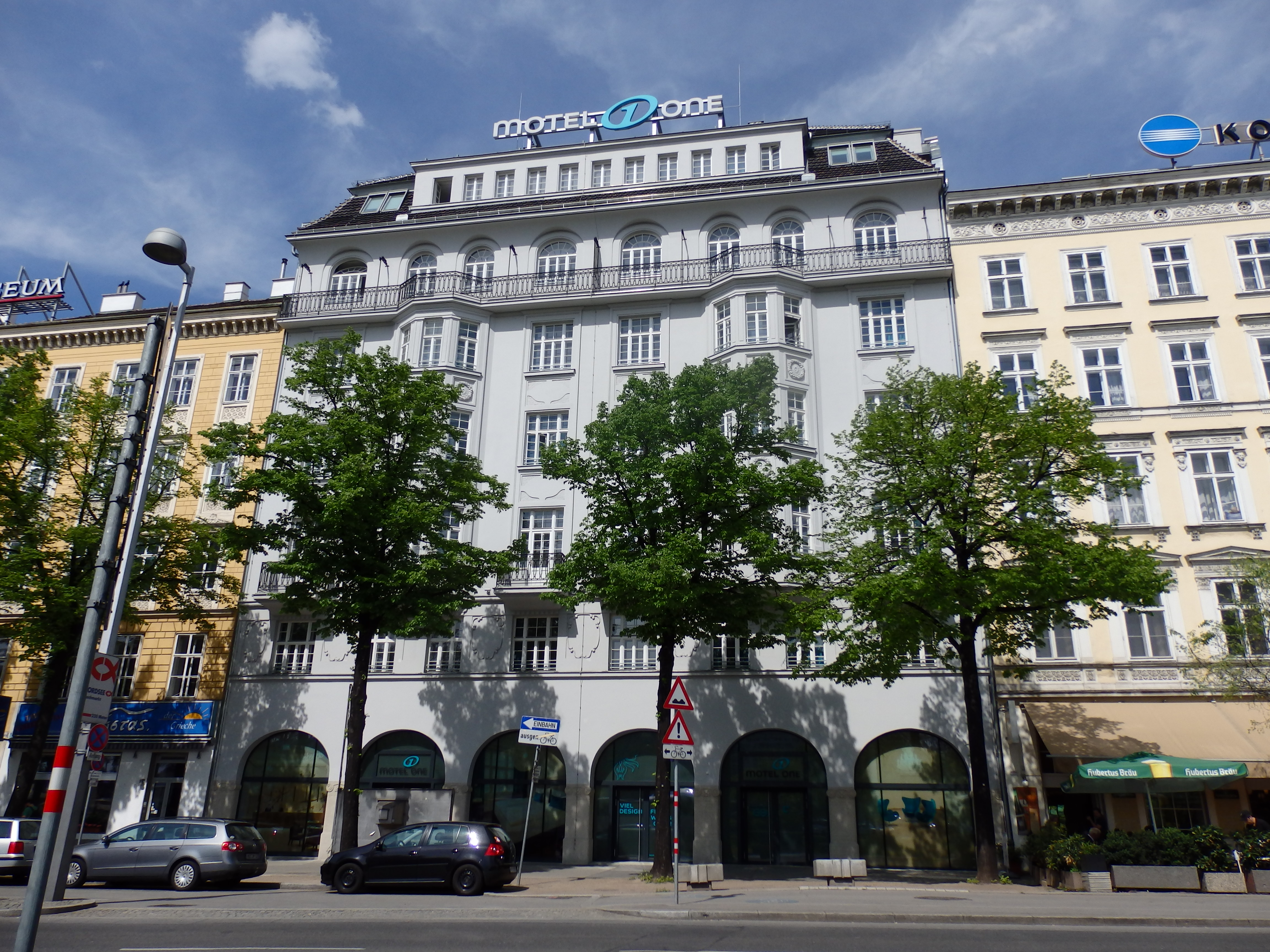
Friedrichstraße 4 (1912) von Hans Prutscher

### Nr. 4: Motel One
Das heute als Hotel Motel One genutzte Gebäude wurde 1912 von Hans Prutscher errichtet. Es ist im secessionistischen Stil geschaffen und reicht mit seinen zwei Trakten um einen Innenhof bis zur Elisabethstraße. Die Fassade wird durch zwei polygonale mehrgeschoßige Erker beherrscht, die symmetrisch angeordnet sind. Das fünfte Obergeschoß darüber zeigt Rundbogenfenster mit tiefen Kappen und Putzfelderdekor. Ein ursprünglicher Attikagiebel ist nur mehr an der Seite zur Elisabethstraße erhalten, an der Friedrichstraße durch einen Dachausbau verloren. Im Souterrain befand sich ein 1920 geschaffener Veranstaltungssaal, der bis 2012 als Opern-Kino in Betrieb war. Im Inneren sind noch originale Geländer und verglaste Türen mit secessionistischem Gitter zu sehen. Das Haus steht unter Denkmalschutz.

### Nr. 6: Café Museum
→ siehe auch Hauptartikel Café Museum
Das Gebäude an der Ecke Friedrichstraße / Operngasse wurde 1860 von Carl Roesner im frühhistoristischen Stil errichtet. Innerhalb der Ringstraßenzone ist es noch am meisten einer älteren Auffassung des Historismus verpflichtet. Das Gebäude wirkt blockhaft und ist an der Fassade flach rustiziert. Der Eckrisalit ist sehr flach gestaltet, seine Ecke abgefast. Die Giebelfenster besitzen einen kleinteiligen Dekor.
Im Haus war von 1881 bis 1889 die erste Fernmeldevermittlungsstation Wiens untergebracht. Im Erdgeschoß befindet sich das bekannte Café Museum, das 1899 von Adolf Loos ausgestattet wurde (nicht mehr erhalten, teilweise wiederhergestellt). Es war ein Treffpunkt zahlreicher bekannter Künstler.

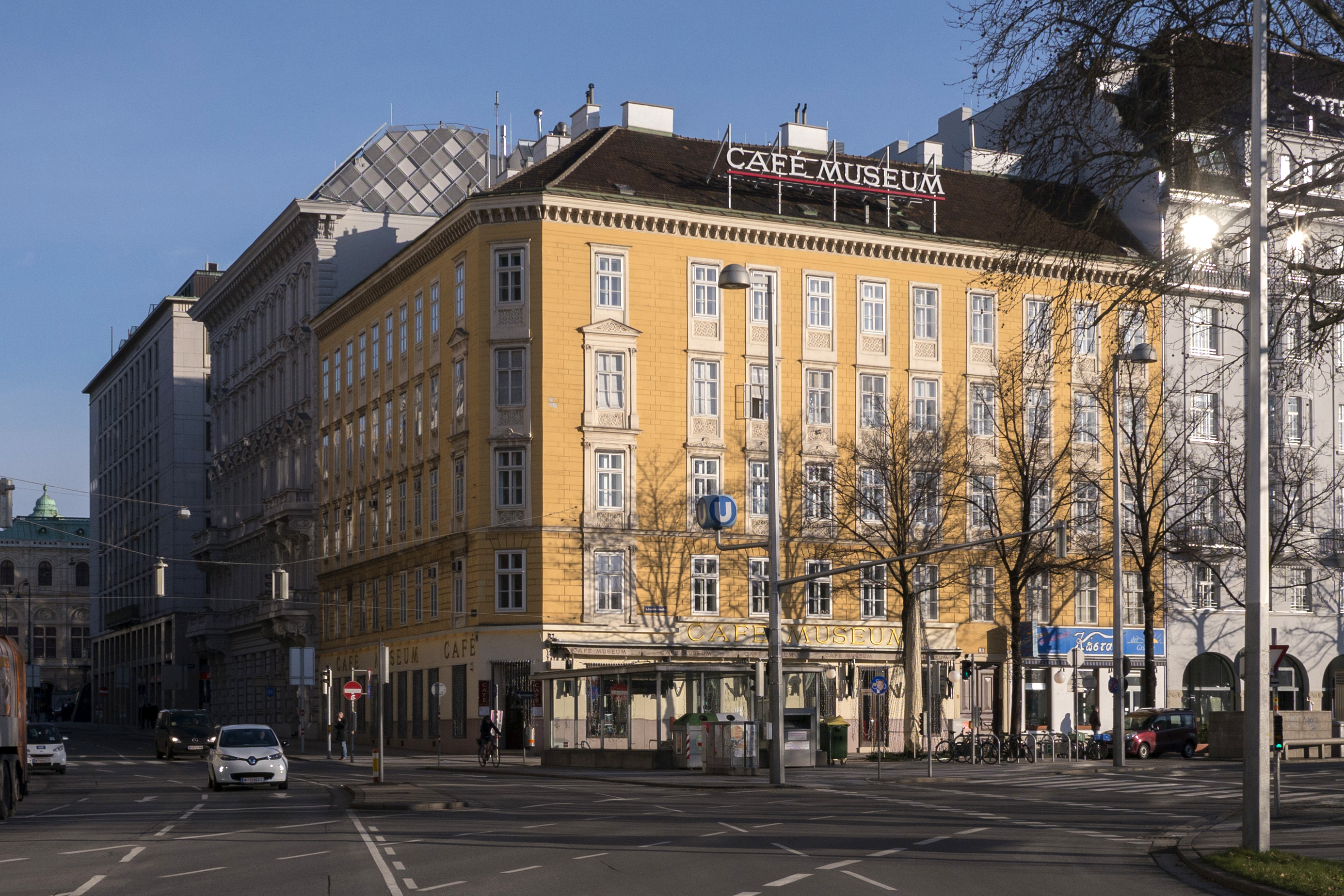
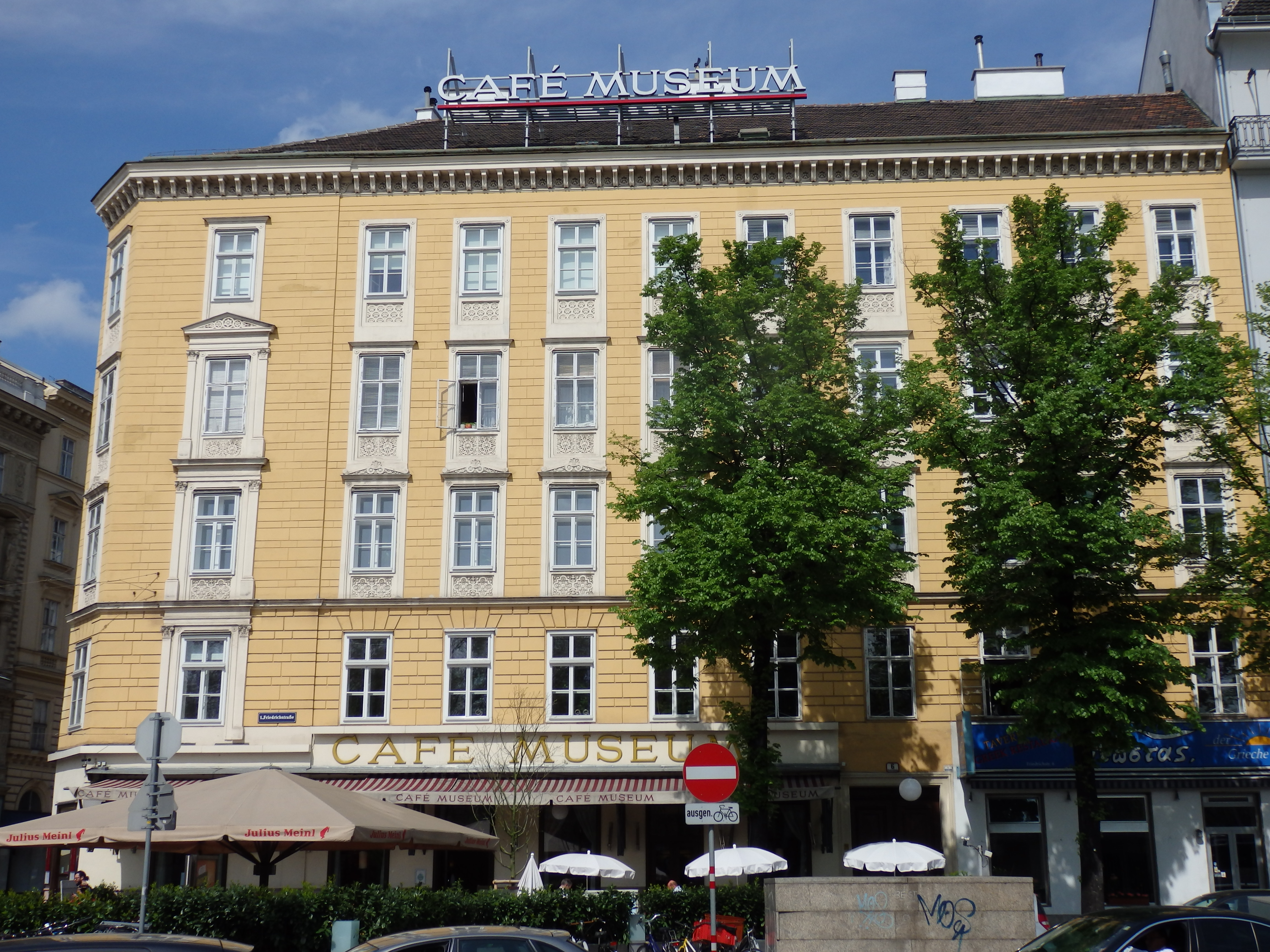
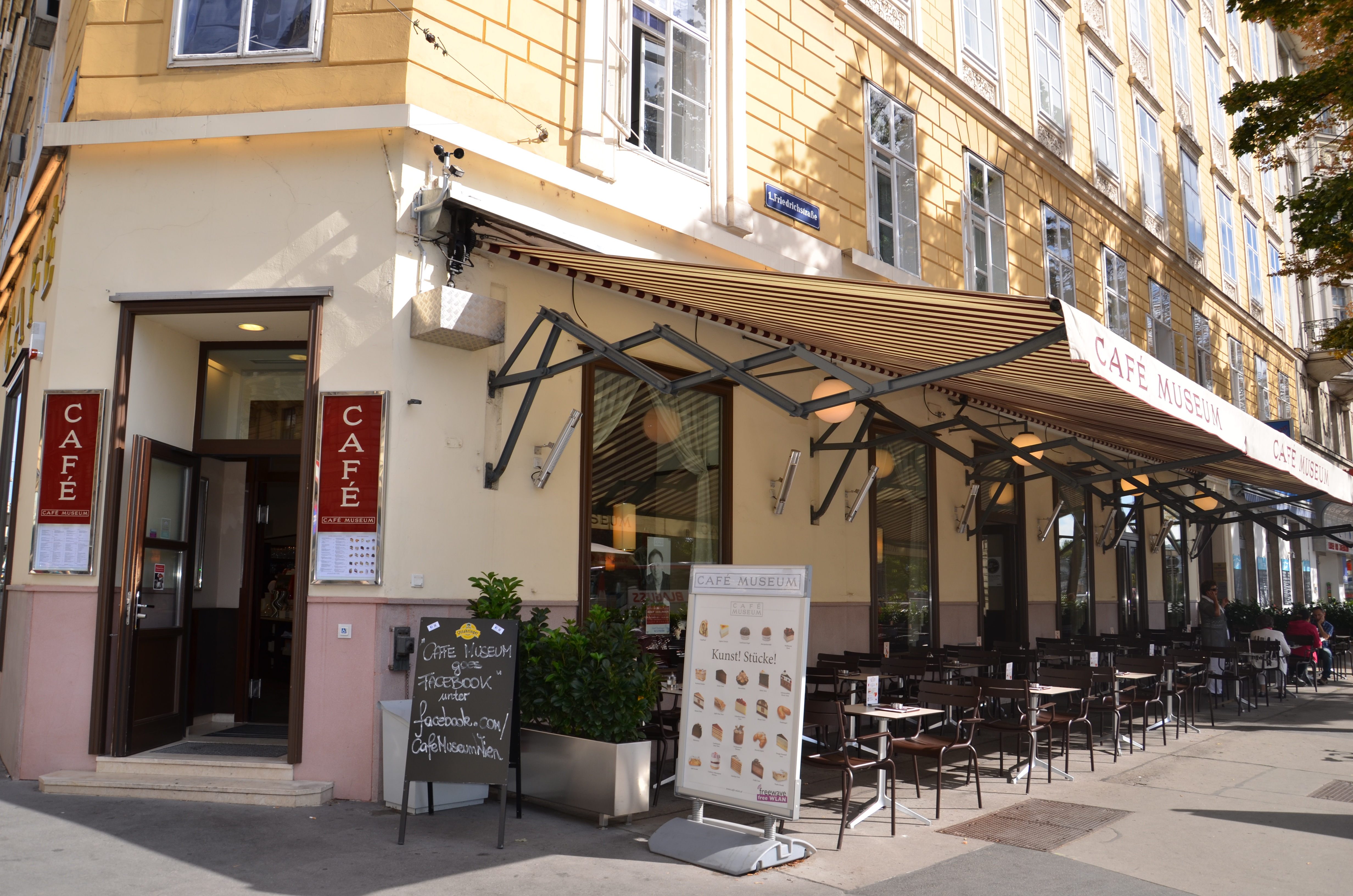
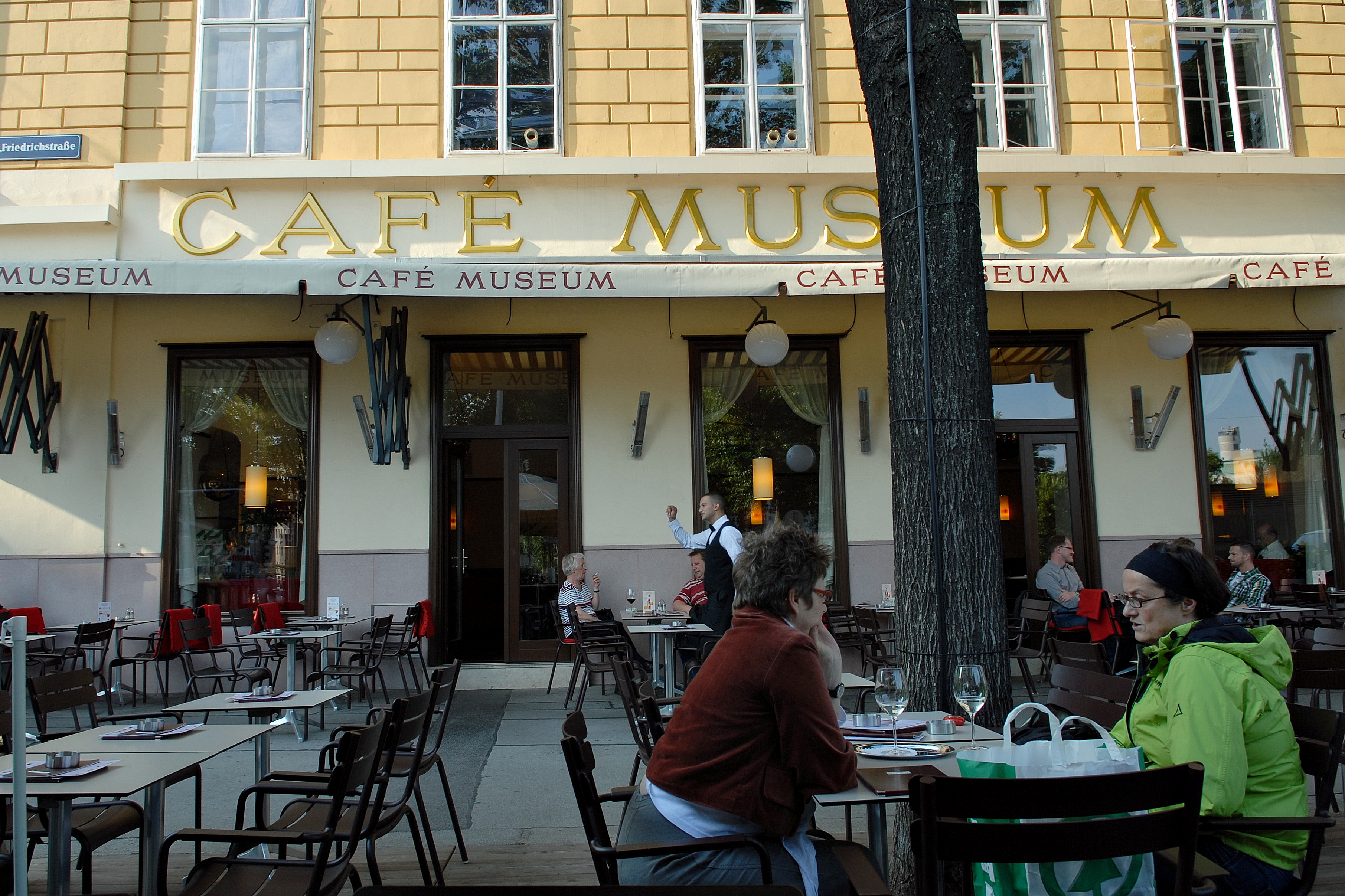
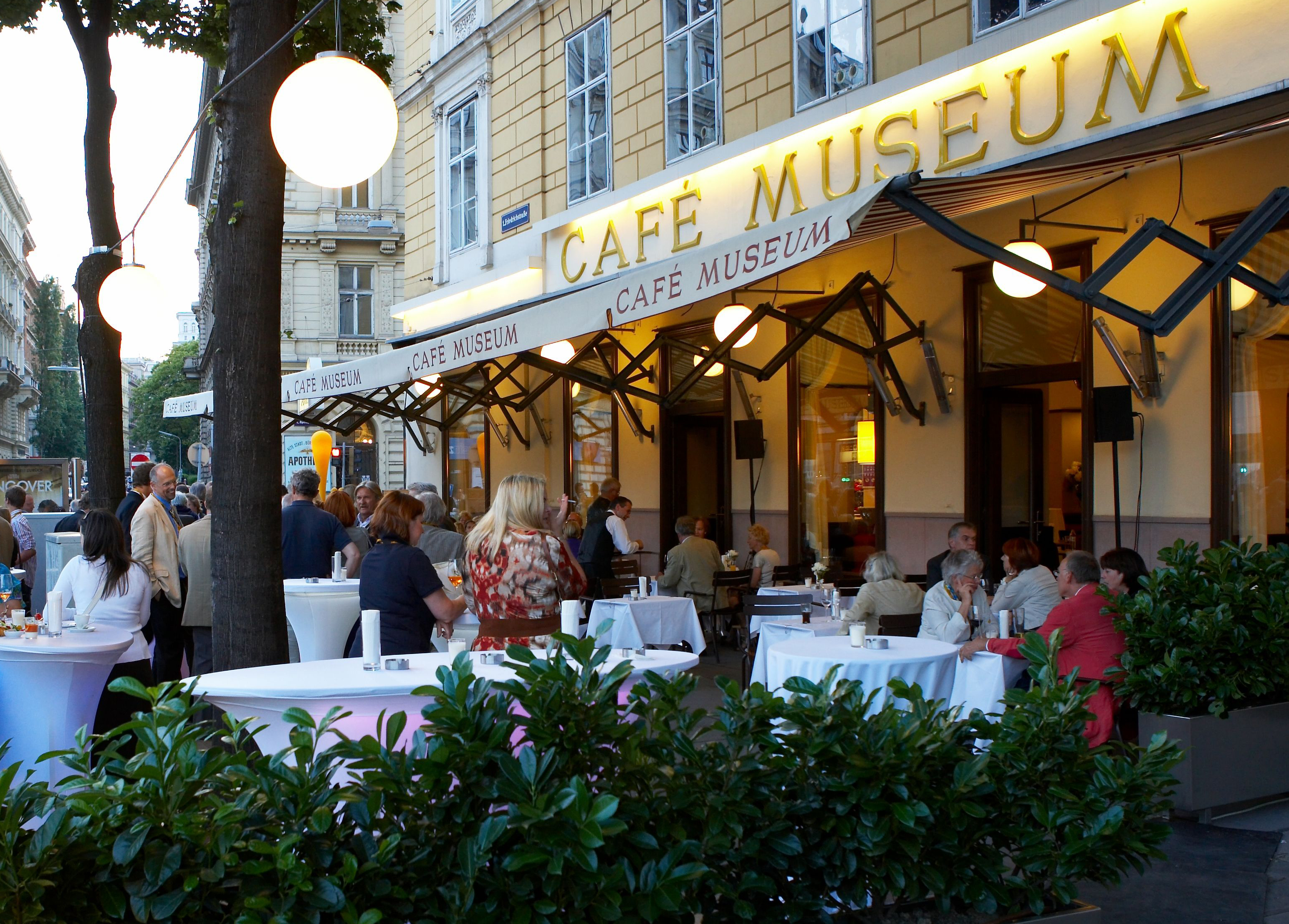
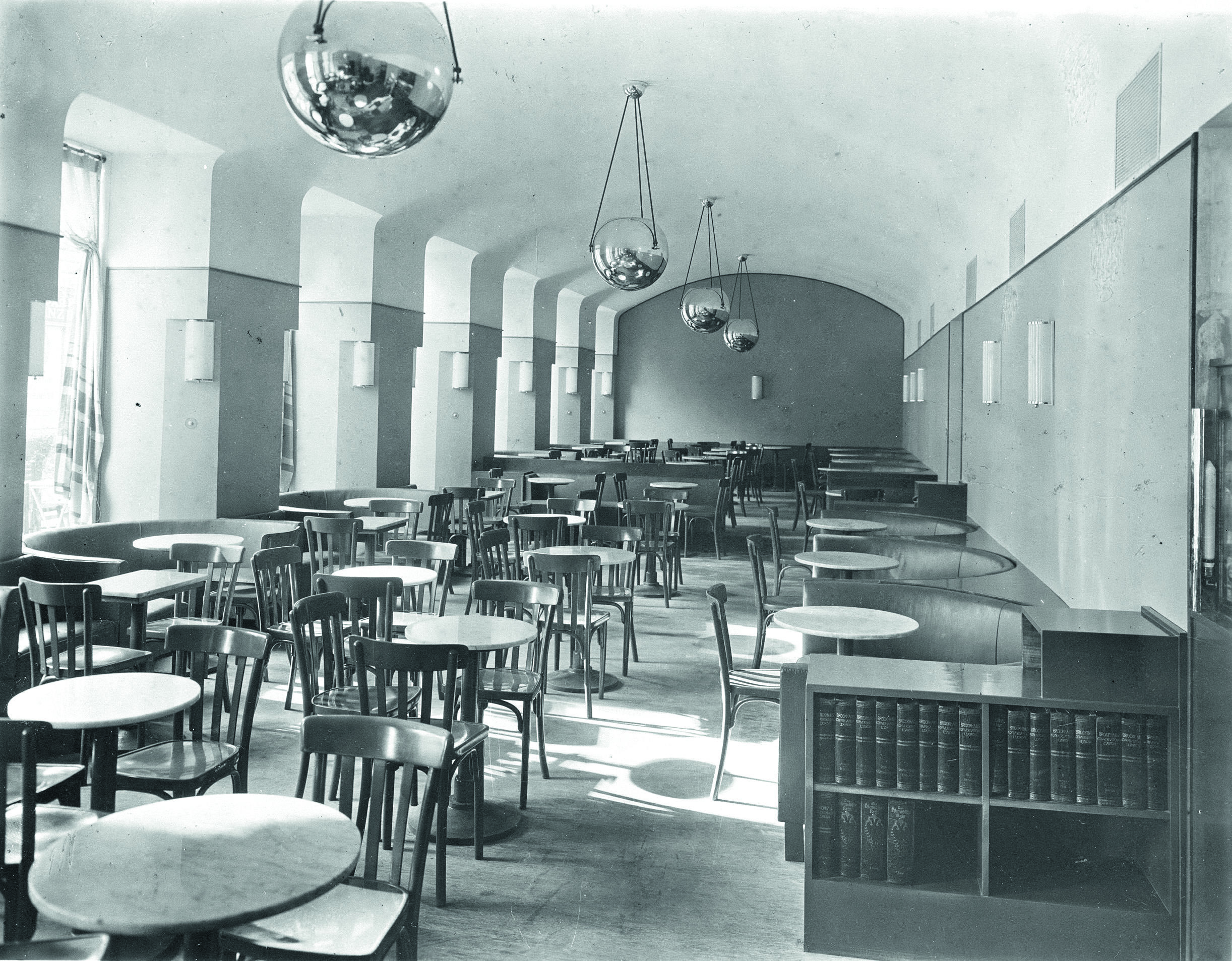
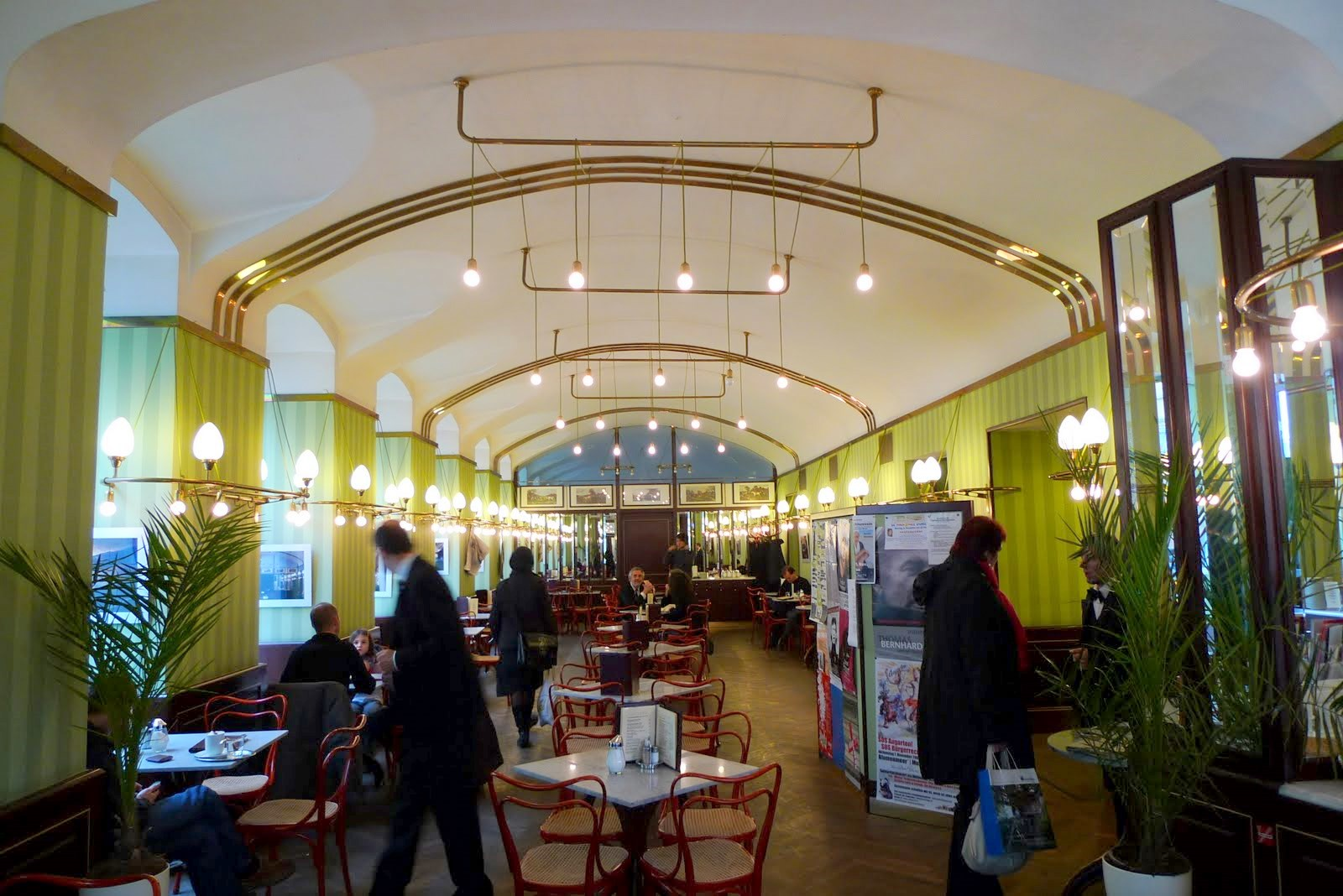
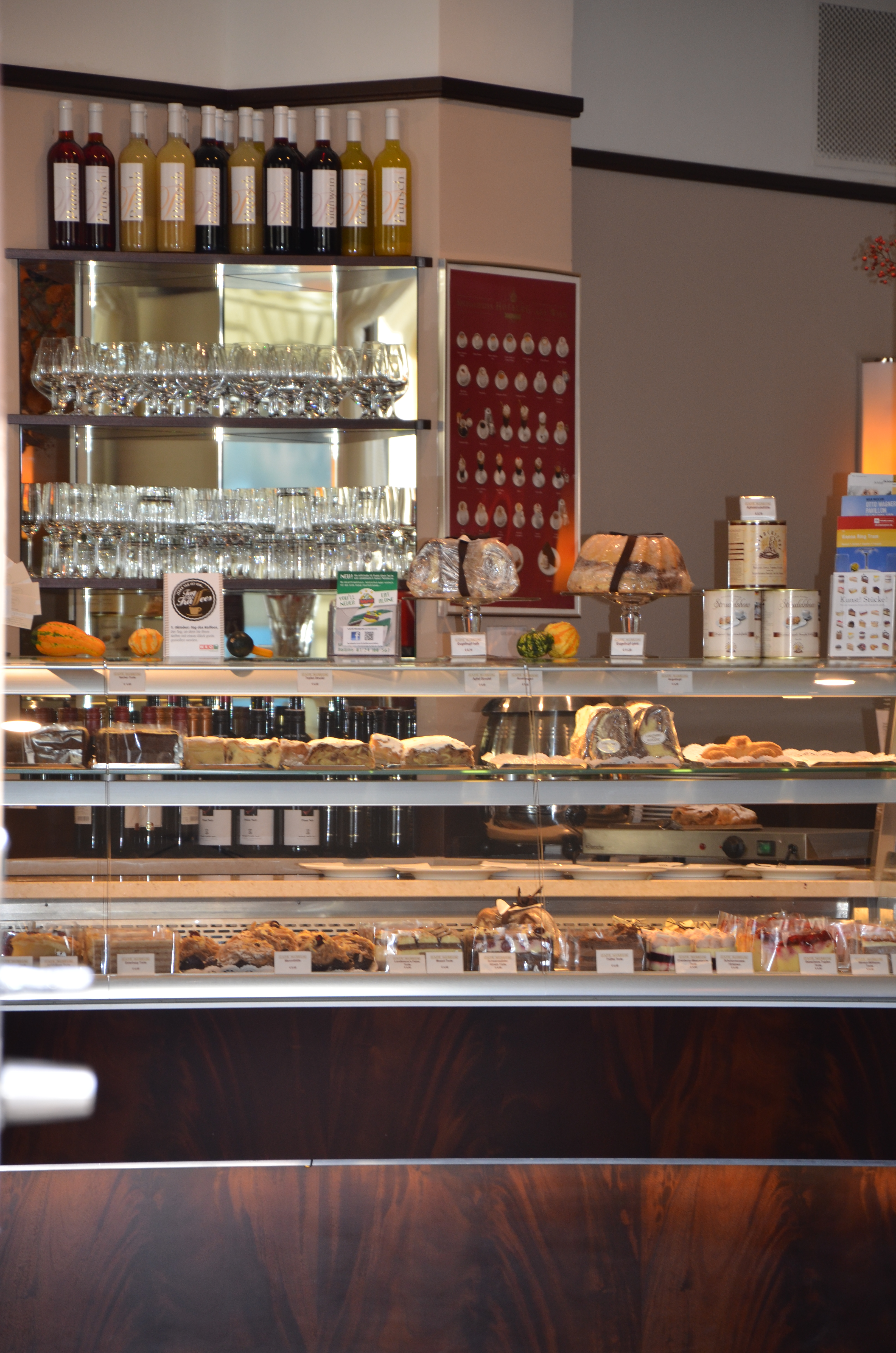

### Nr. 7: Novomatic Forum
→ siehe auch Hauptartikel Novomatic Forum
Als einziges Gebäude an der Stadtaußenseite der Friedrichstraße entstand 1922–1923 die Zentrale des Österreichischen Verkehrsbüros über dem überwölbten Wienfluss nach Plänen von Heinrich Schmid und Hermann Aichinger. Es liegt freistehend zwischen Operngasse und Getreidemarkt direkt gegenüber der Wiener Secession. Stilistisch ist es an den zeitgenössischen Gemeindewohnhausbau angelehnt; beide Architekten waren darin vorwiegend tätig.
Das Gebäude besteht aus symmetrisch angeordneten, ineinander verschachtelten glatten Kuben, die durch Lisenen, Gesimse und Bay-Windows gegliedert werden. Rote Seitenteile und Rückfront und helle Vorderfront sind farblich voneinander abgesetzt. Das Flachdach wird durch eine Gitterbrüstung abgegrenzt. Das Foyer, das Stiegenhaus und der Direktionsvorraum besitzen Holzvertäfelungen und schlichte secessionistische Stuckdecken. Bemerkenswert ist der zweigeschoßige Kassensaal mit abgetreppten Maueröffnungen zu den umliegenden Räumen und einer schlicht stuckierten Balkendecke.
Nach einer umfassenden Renovierung wird es seit 2009 von der Firma Novomatic als Veranstaltungsgebäude genutzt. Das Haus steht unter Denkmalschutz.

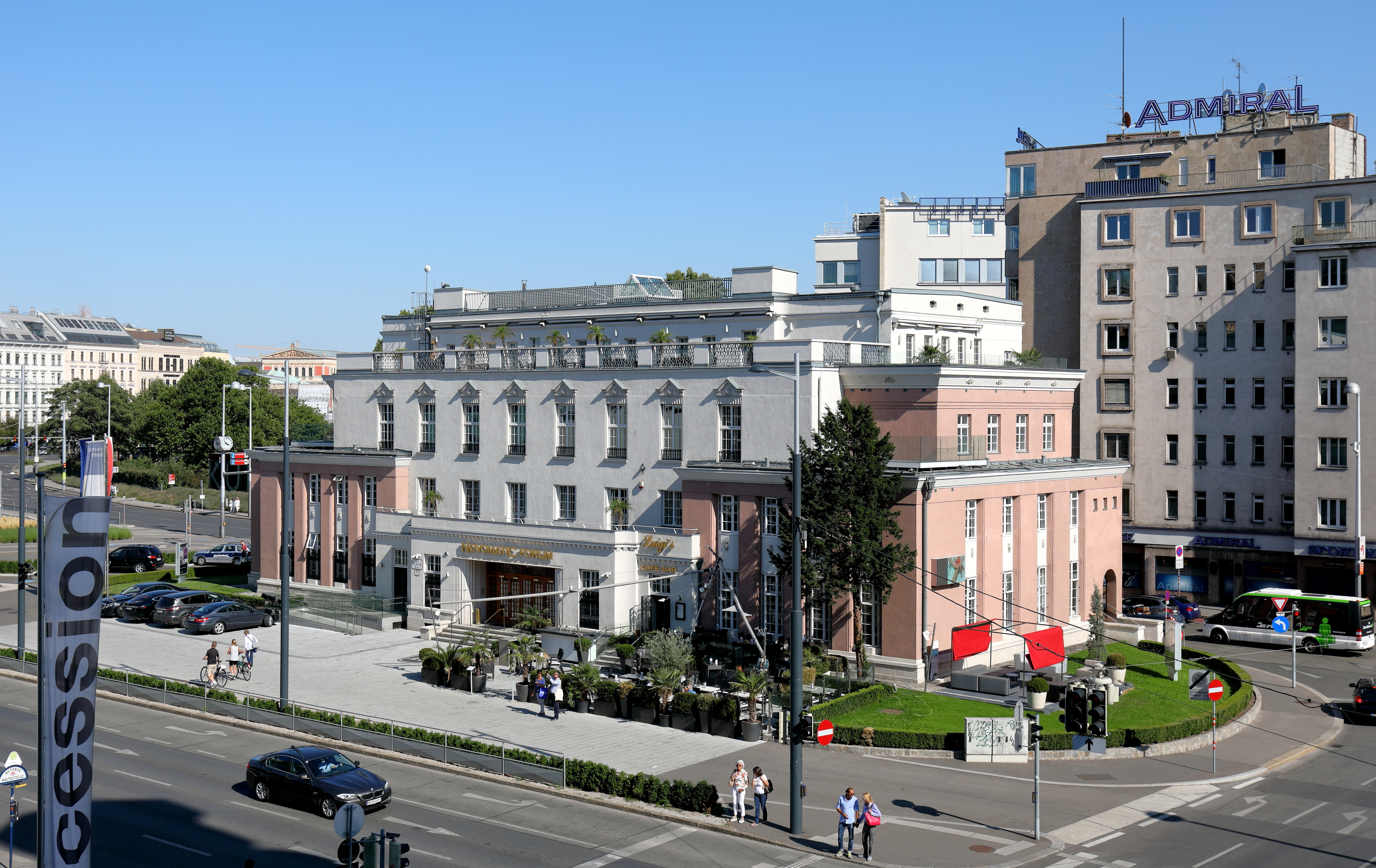
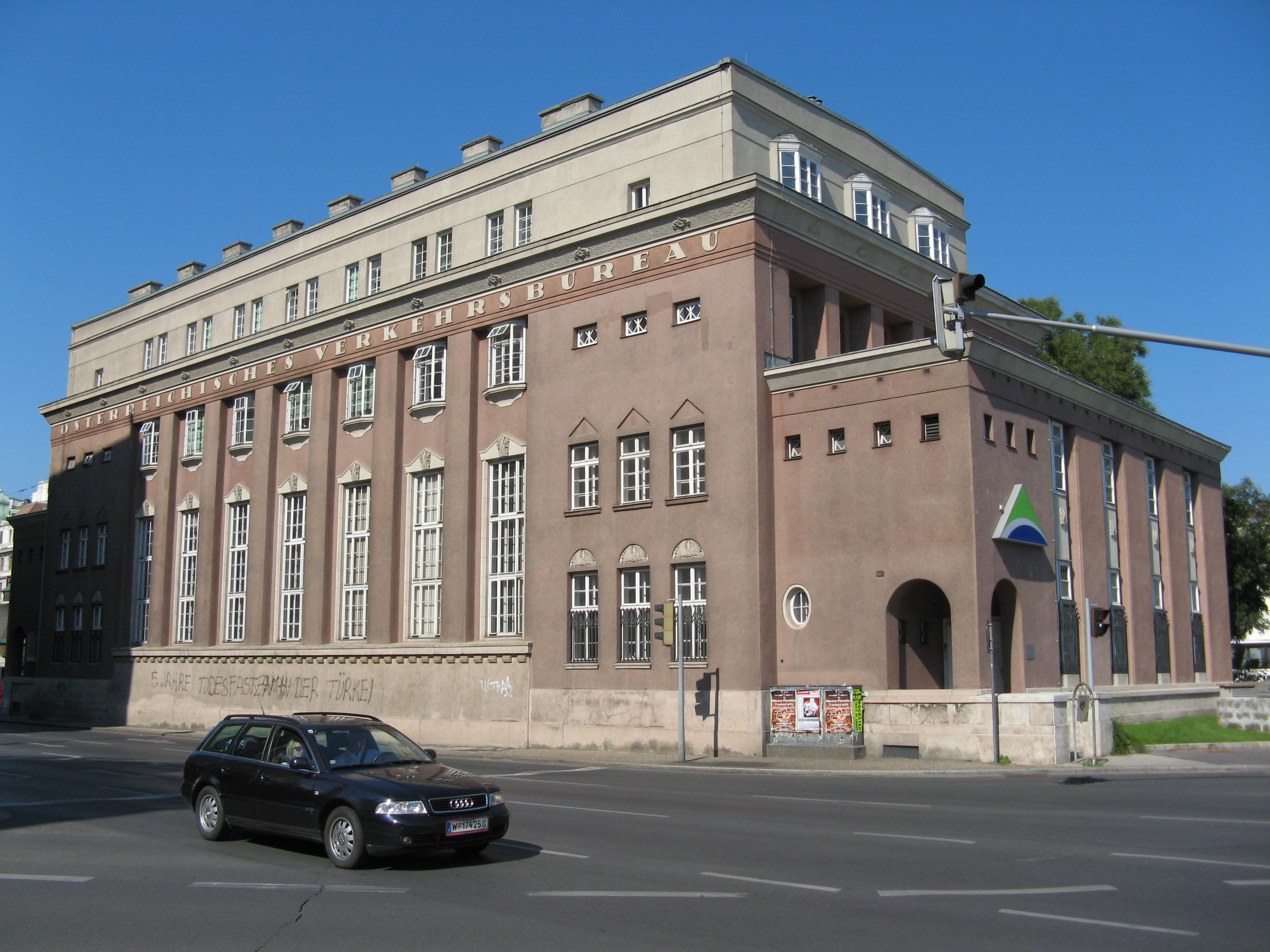
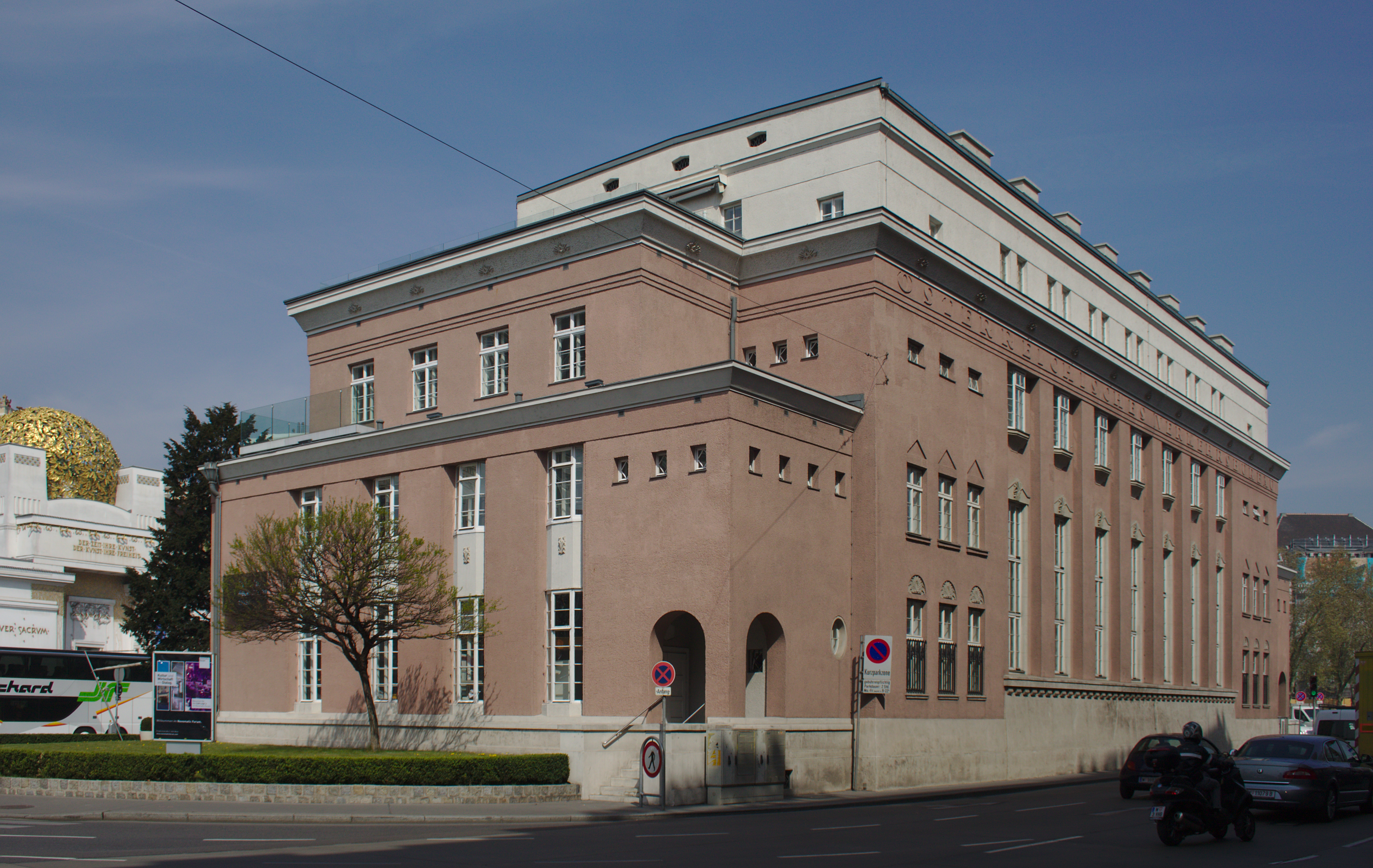
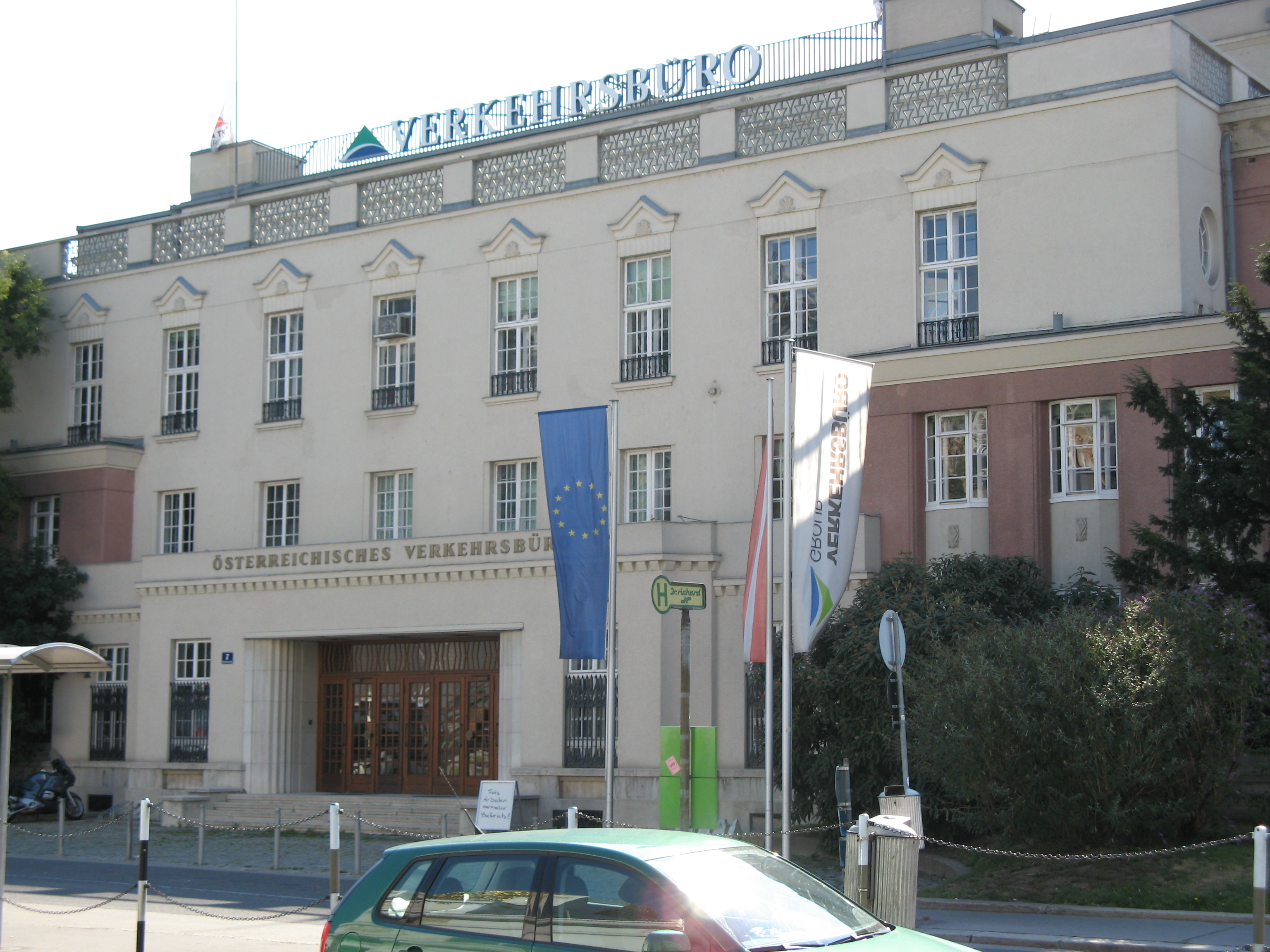
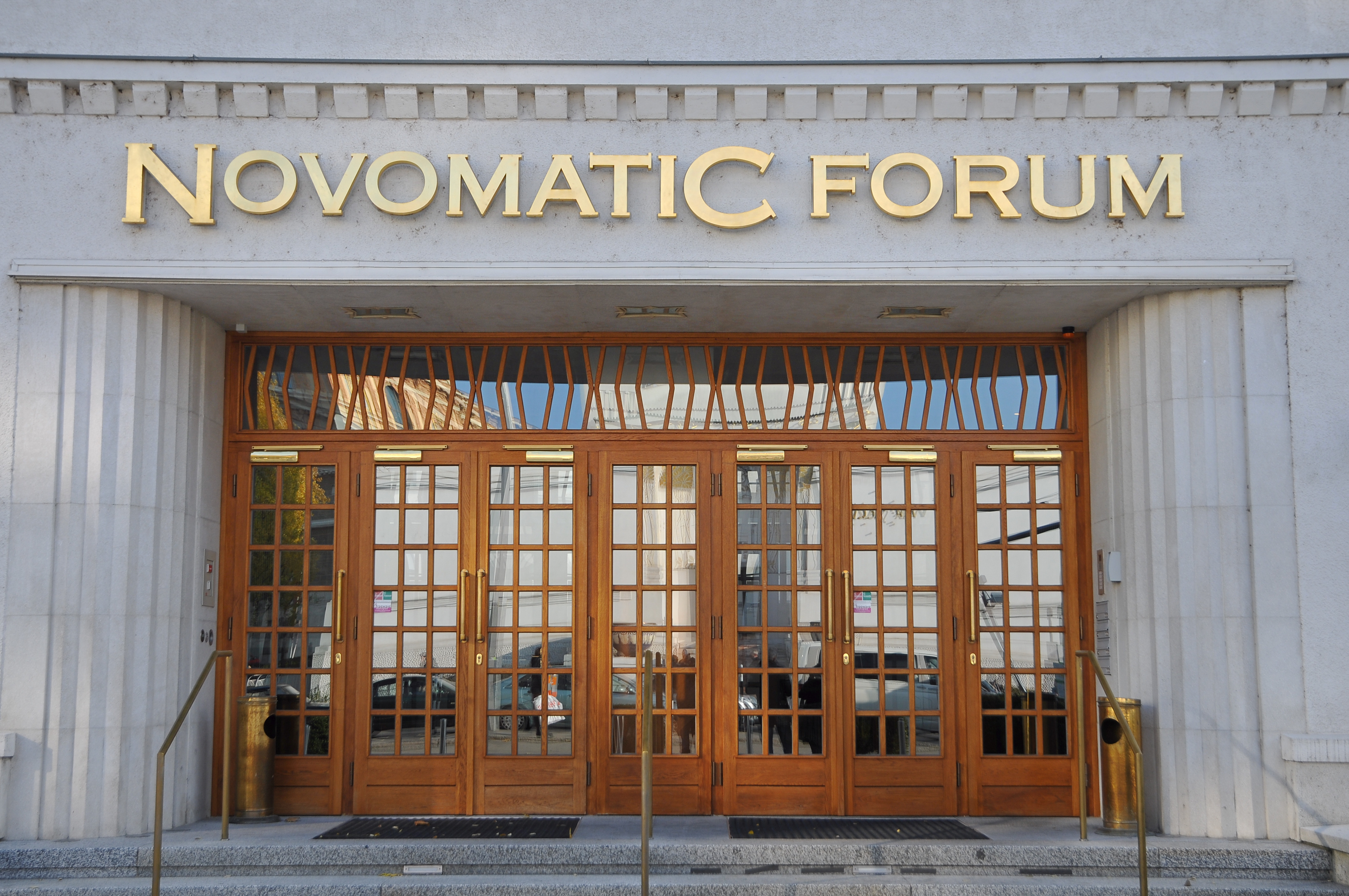
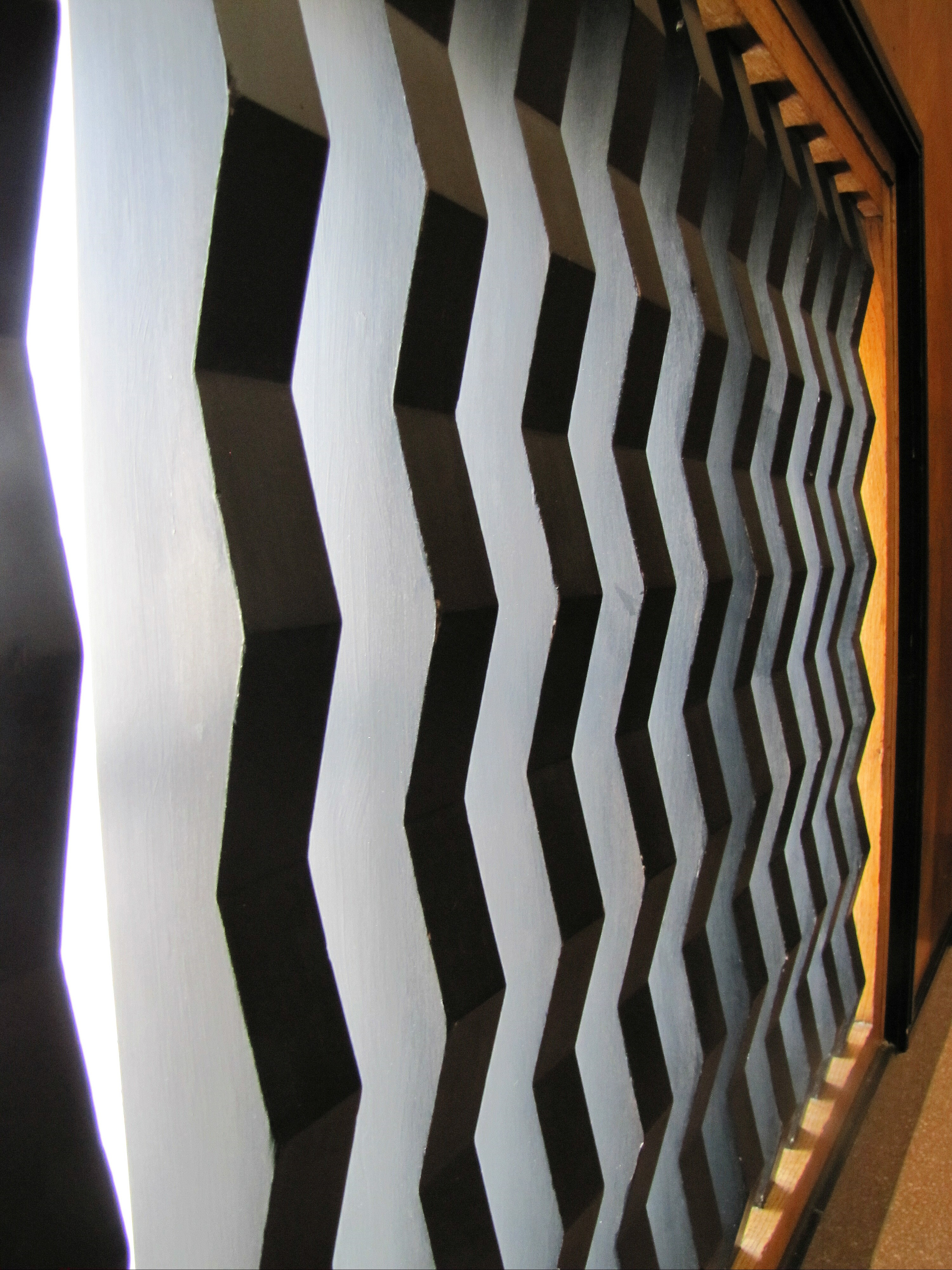
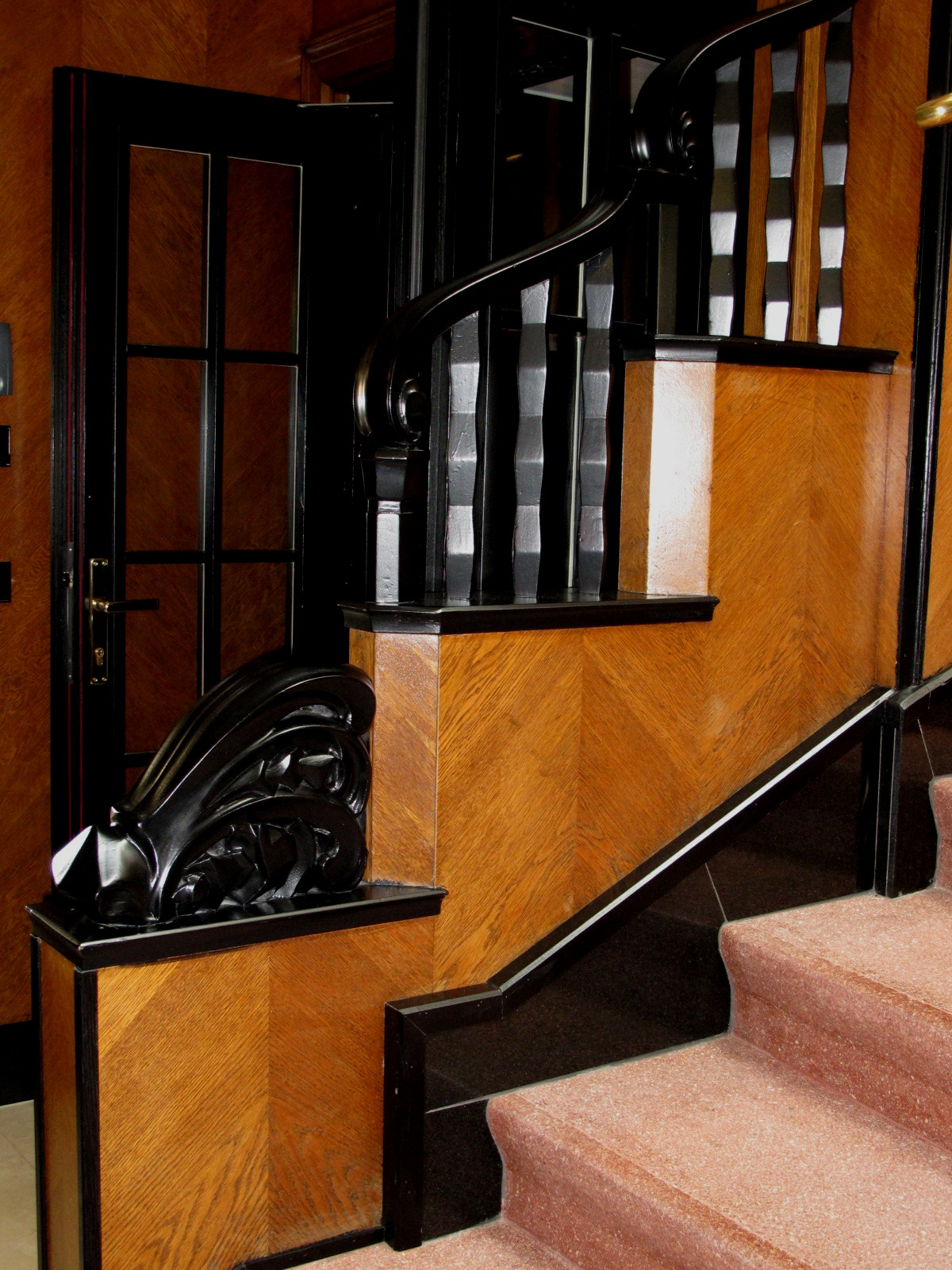
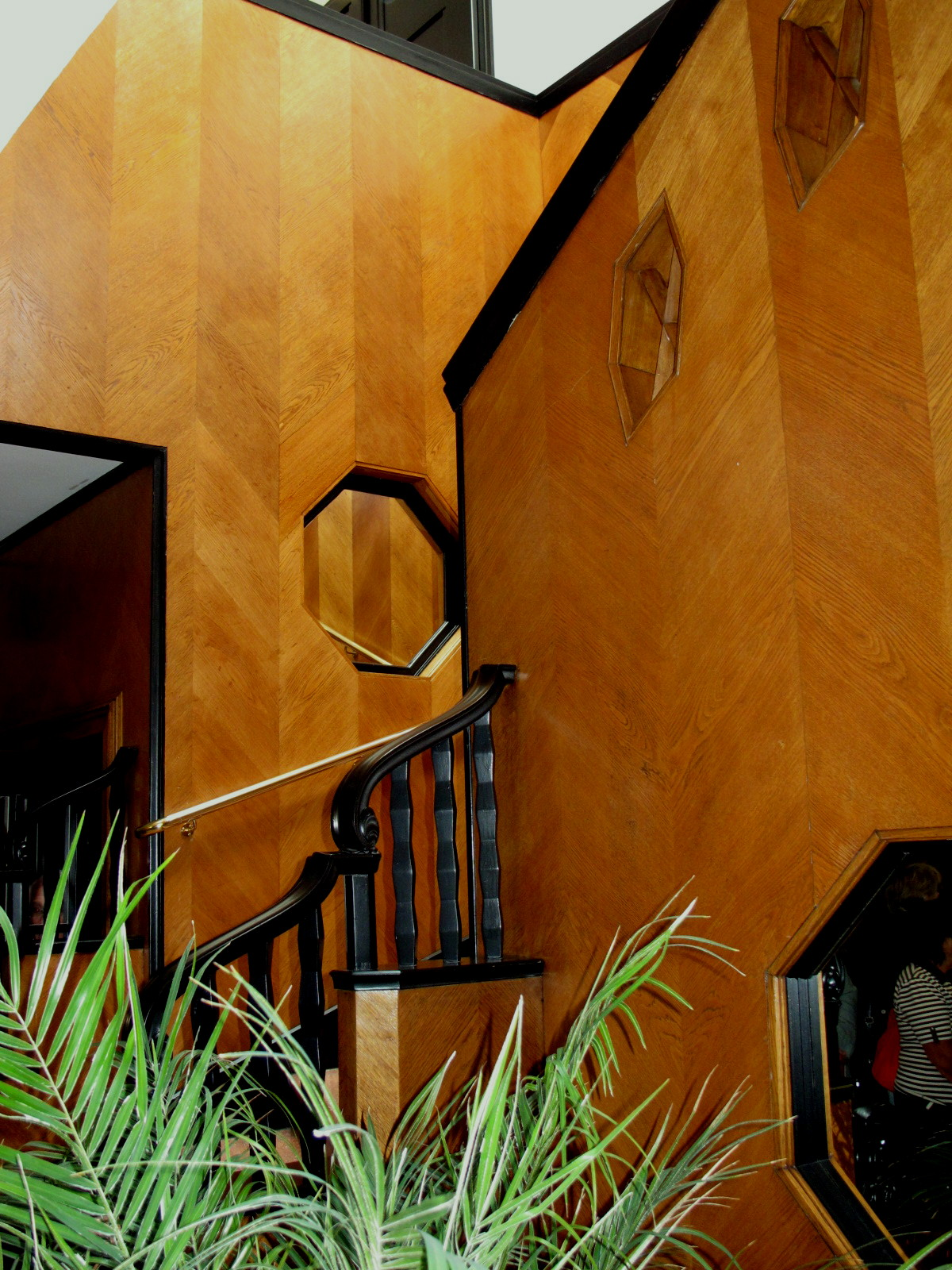
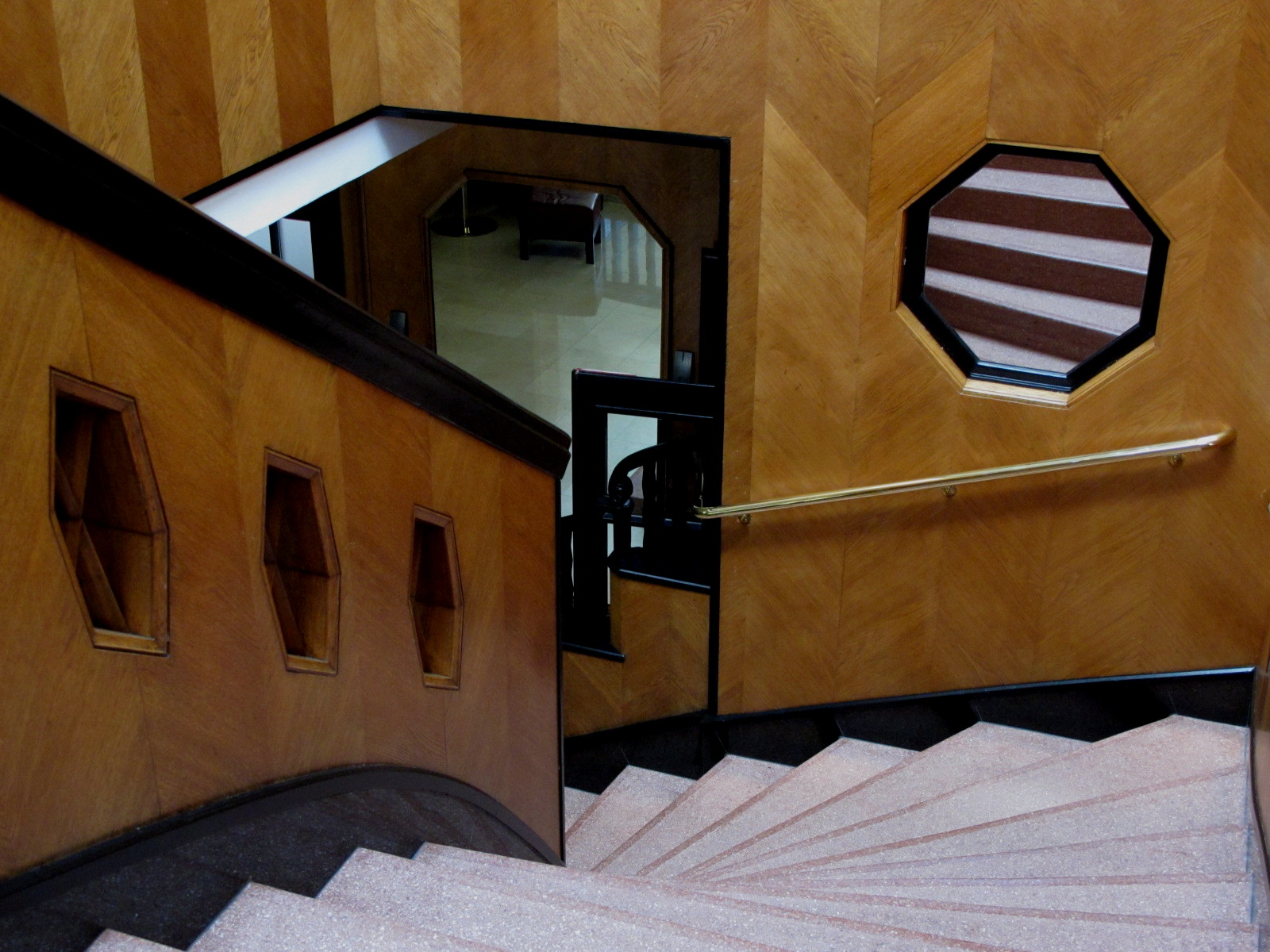

### Nr. 8: Nibelungenhof

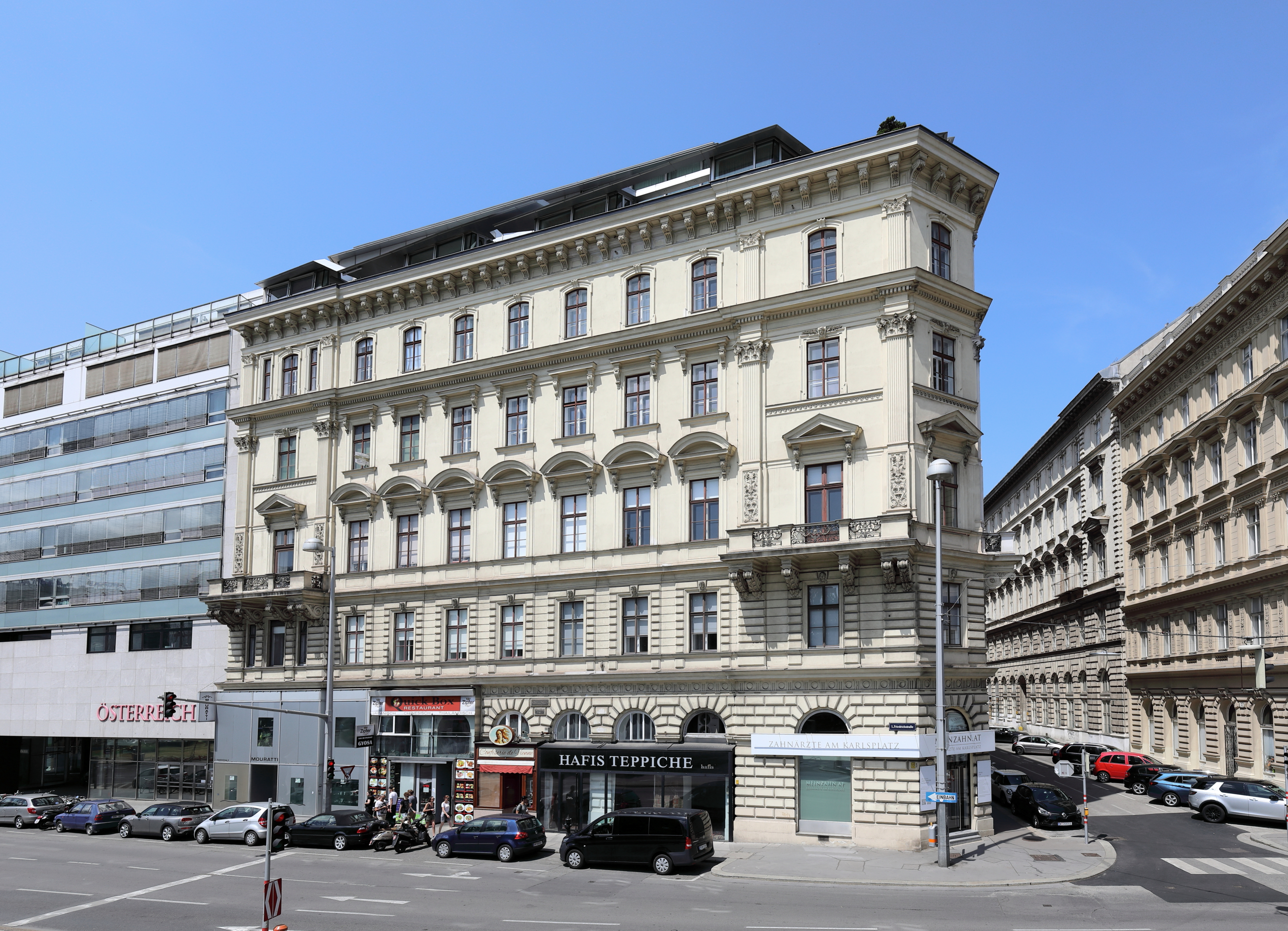
Friedrichstraße 8 (1870/71) von Romano und Schwendenwein

Der nach drei Seiten zwischen Friedrichstraße, Nibelungengasse und Makartgasse freistehende Bau wurde 1870–1871 von den Architekten Johann Romano und August Schwendenwein errichtet. Es handelt sich um ein historistisches Gebäude in Formen der Neorenaissance. Die Ecke Friedrichstraße / Nibelungengasse besitzt einen Eckrisalit mit abgefaster Ecke. An den Risaliten sind korinthische Riesenpilaster und Balkone mit Gittern zu sehen. Das Dach wurde modern ausgebaut.
Das Gebäude liegt an der Hauptadresse Nibelungengasse 1–3.

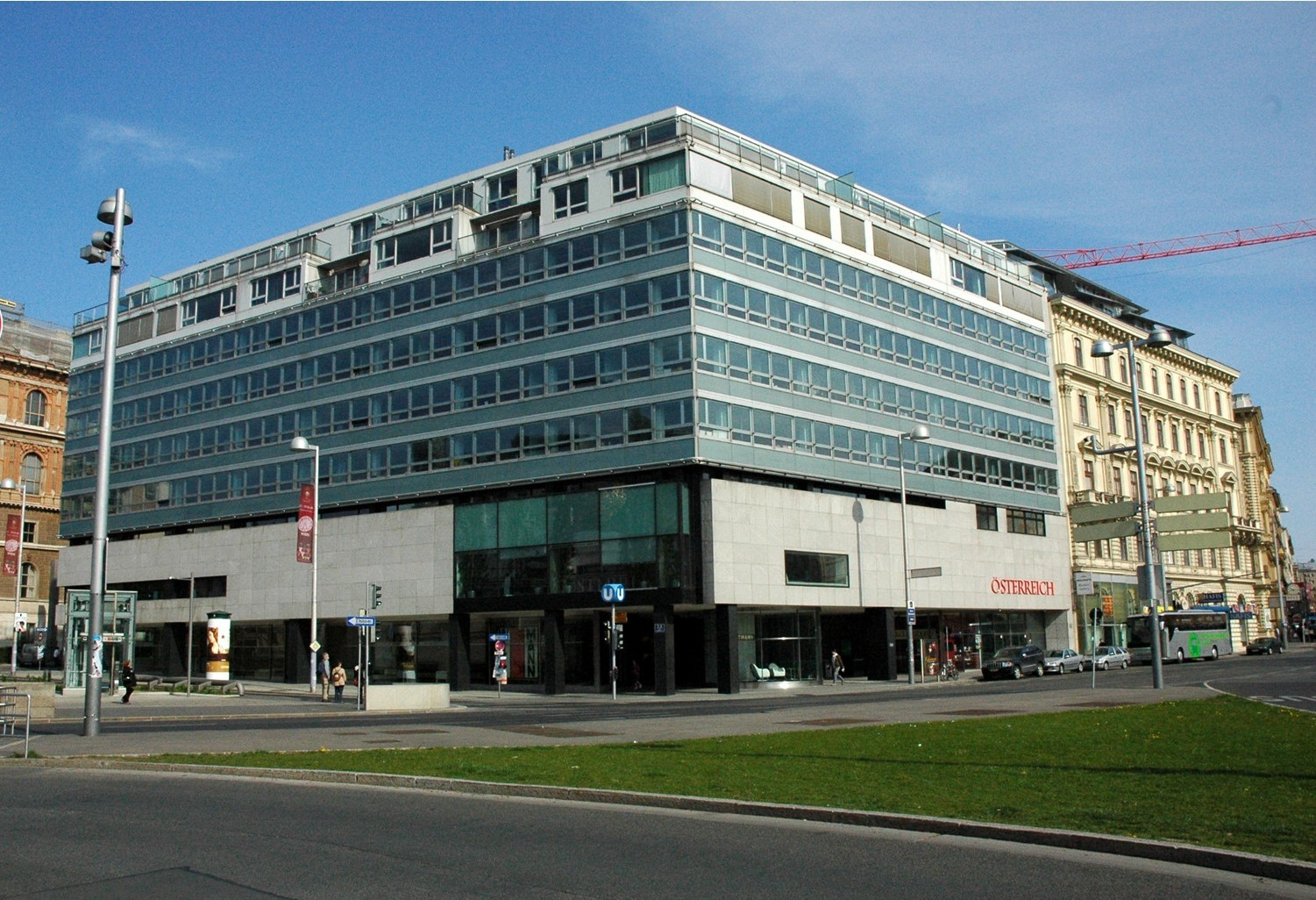
Akademiehof (1993–95) von Roland Rainer und Gustav Peichl

### Nr. 10: Akademiehof
Aufgrund des Umbaus der bestehenden Zweierlinie von einem unterirdisch geführten Straßenbahntunnel zur U-Bahn-Linie U2 (bis 1980) musste das ursprünglich hier befindliche Gebäude abgerissen werden. Das Grundstück stand dann längere Zeit leer. 1992 machte die Gemeinde Wien das Areal der Akademie der bildenden Künste zum Geschenk, die in diesem Jahr ihr dreihundertjähriges Bestehen feierte und zudem an Raumnot litt. Die Architekten Roland Rainer und Gustav Peichl errichteten in der Folge bis 1995 den heutigen Akademiehof als Nebenstelle der benachbarten Akademie, die aber darüber hinaus weiteren Nutzungen offenstand. Die Akademie richtete im ersten Obergeschoß samt Zwischengeschoß das Kupferstichkabinett und Restaurierungswerkstätten, die Studiensammlung und die Verwaltung ein. Neben Wohnungen und Büros (hier befindet sich der Sitz der Tageszeitung Österreich) in den Obergeschoßen befinden sich im Erdgeschoß Geschäftsräume und eine Passage samt Abgang zur U-Bahn. Das Gebäude besitzt eine Glasfassade auf einem Betonsockel mit Pfeilern.

### Marc-Anton-Gruppe
In der Gartenanlage neben der Seitenfront der Secession steht das Denkmal der Marc-Anton-Gruppe, das 1899/1900 von Arthur Strasser geschaffen wurde. Es handelt sich um eine Bronzegruppe, stilistisch am Übergang vom Späthistorismus zum Jugendstil, bei der der feiste römische Feldherr und Staatsmann Marcus Antonius mit einer Löwin und einem Dreigespann von Löwen dargestellt ist. Sie wurde für die Weltausstellung Paris 1900 geschaffen, provisorisch dann an diesem Standort aufgestellt, bei dem es bis heute blieb. 1945 wurde die Skulptur von Bombensplittern durchlöchert, 1956 wiederhergestellt. Das Denkmal steht unter Denkmalschutz.

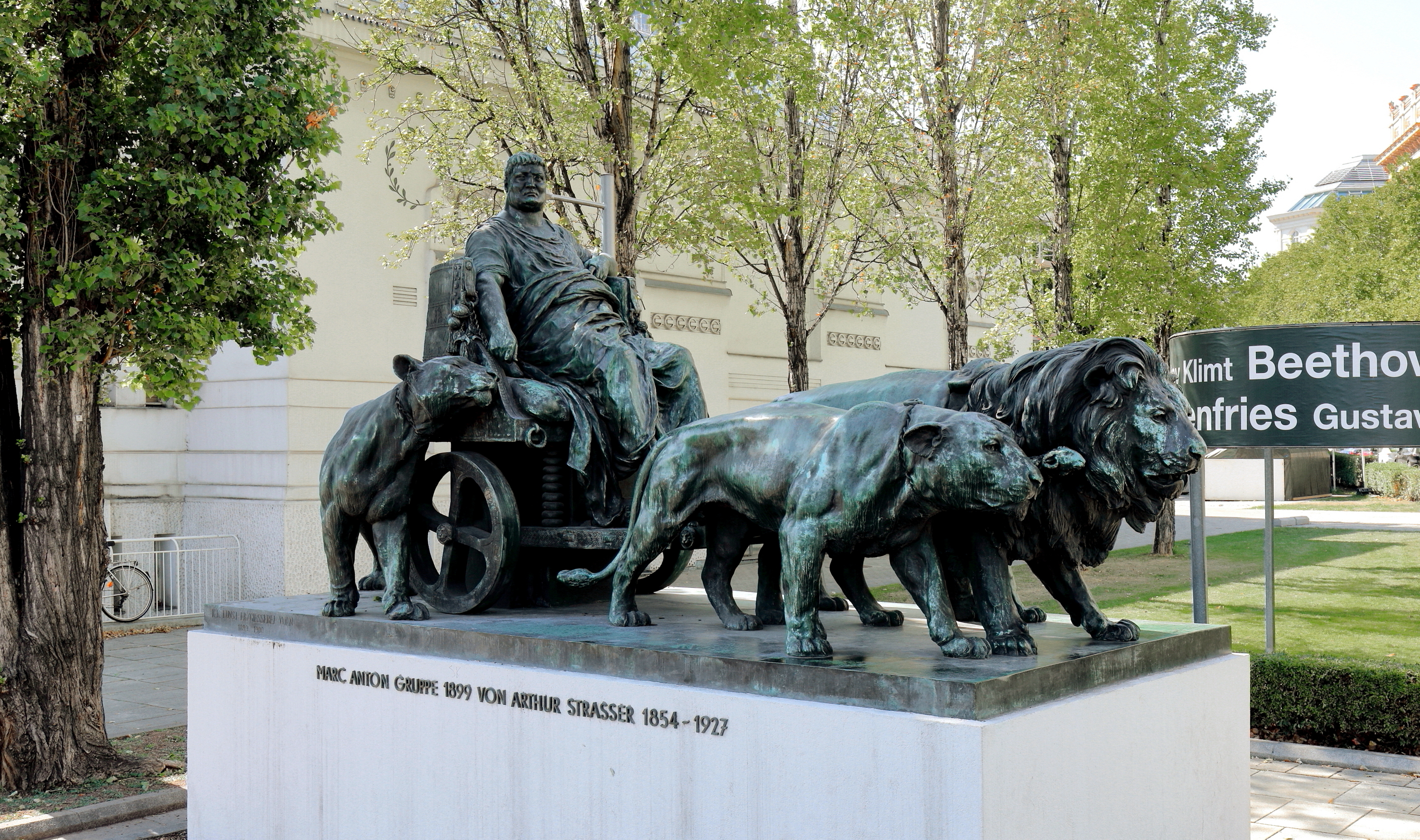
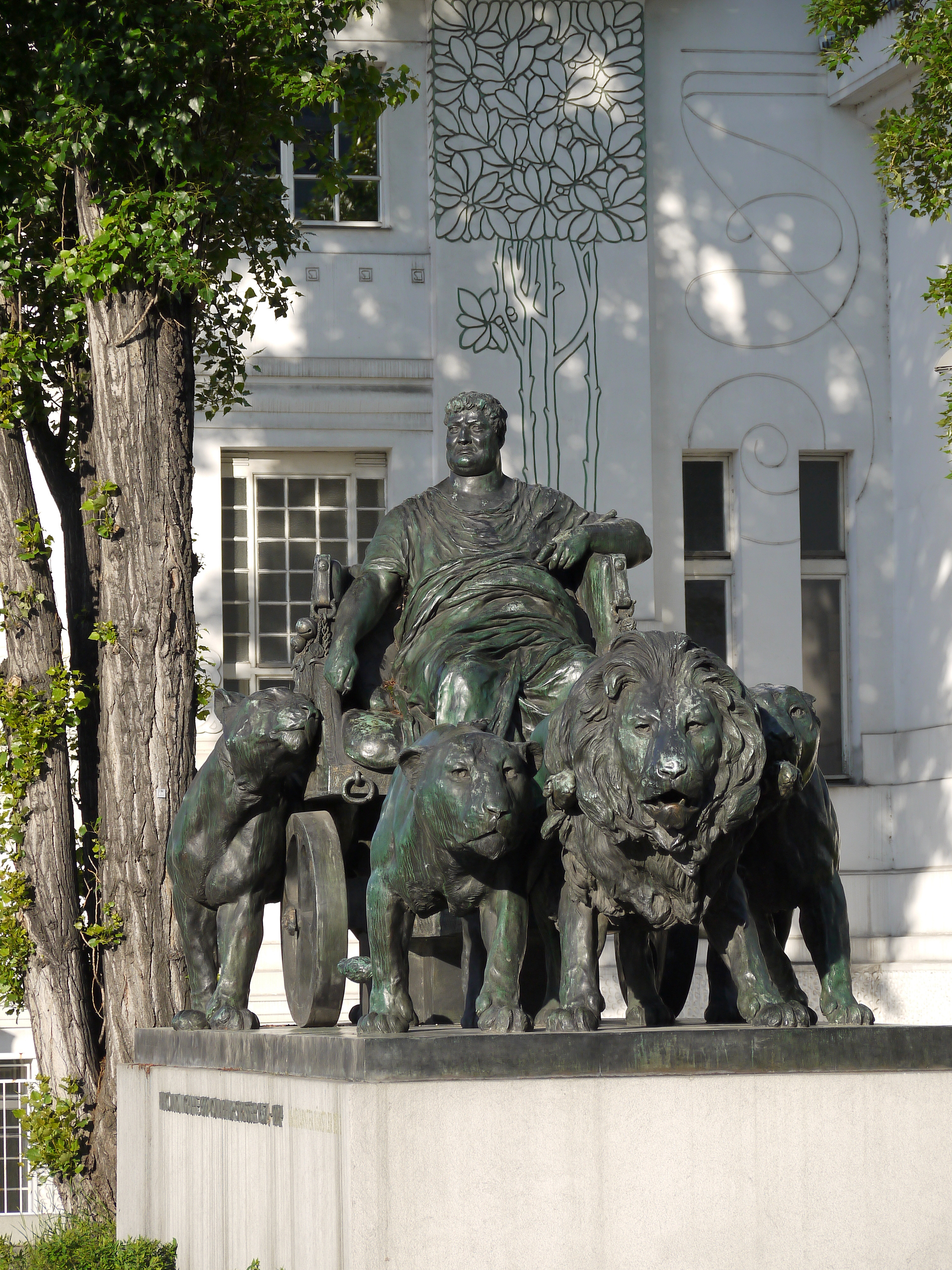
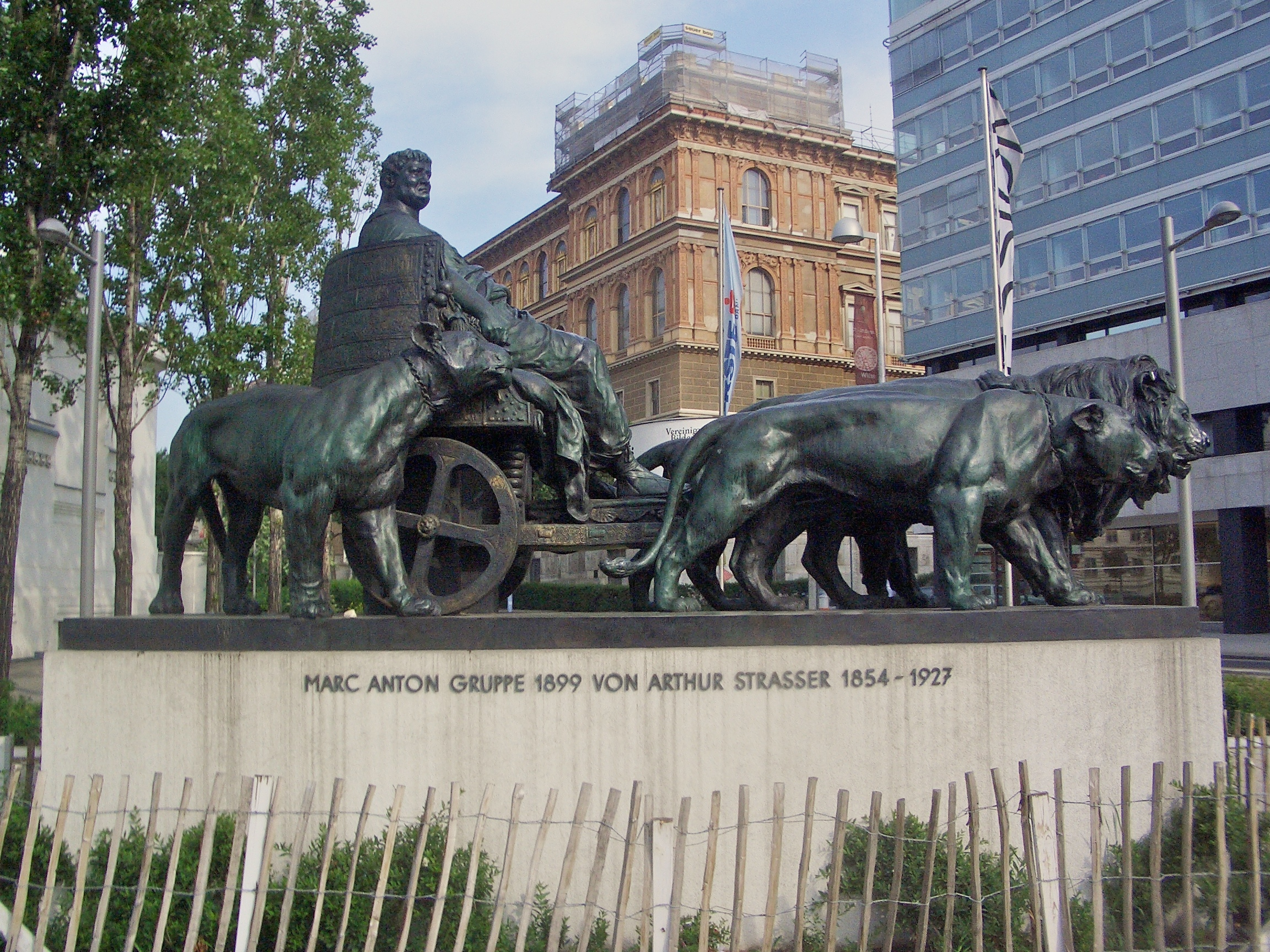
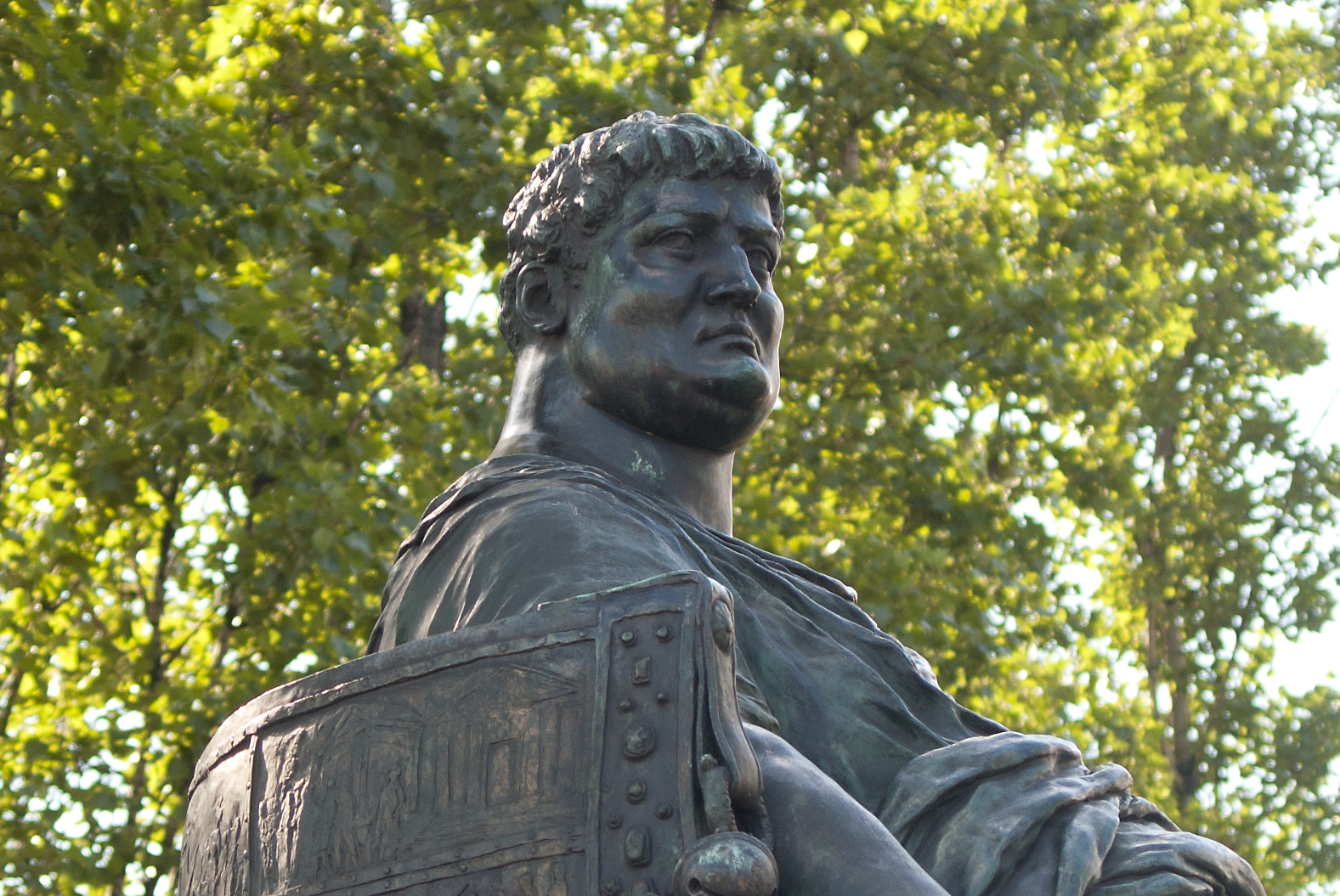
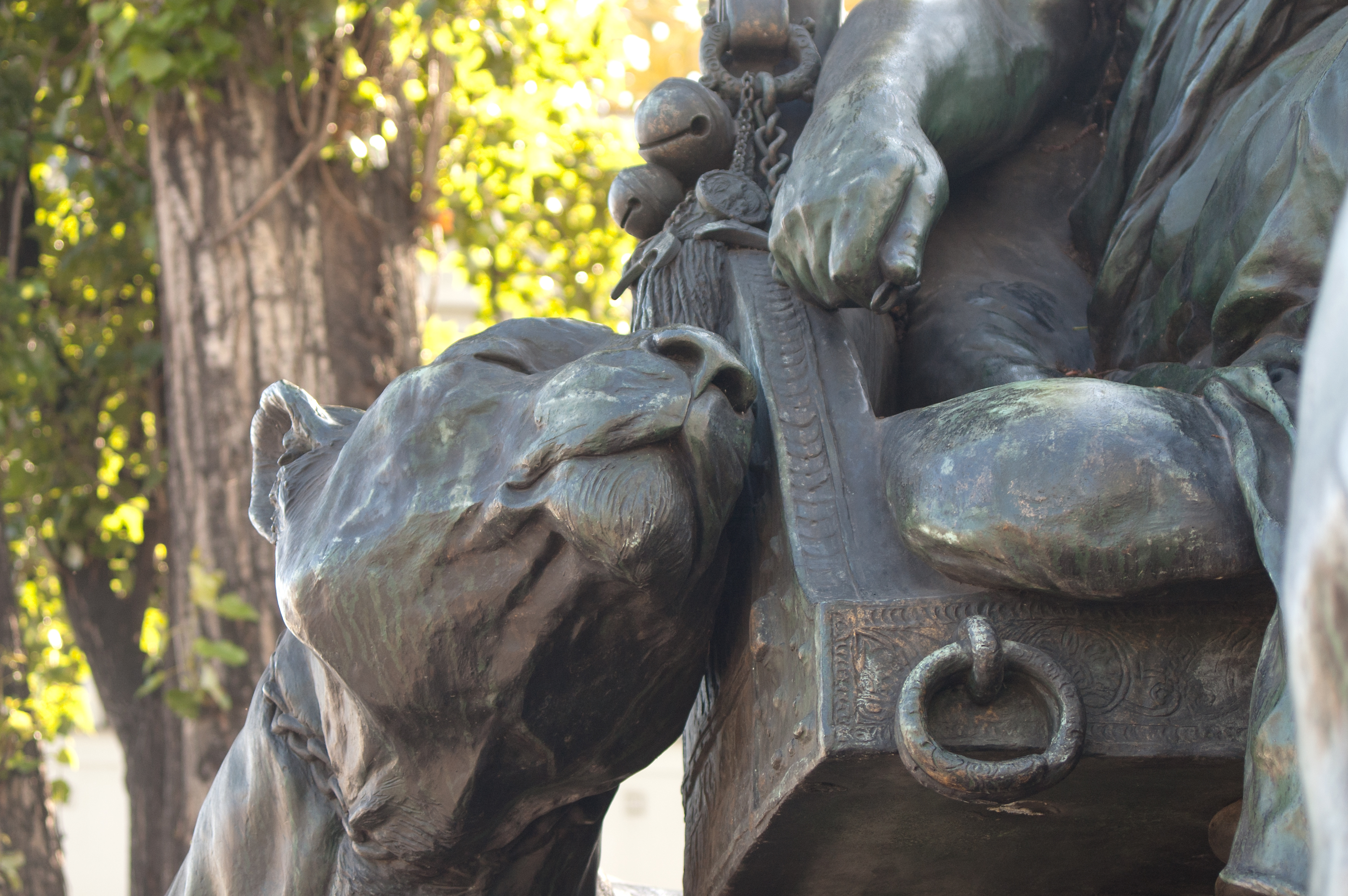
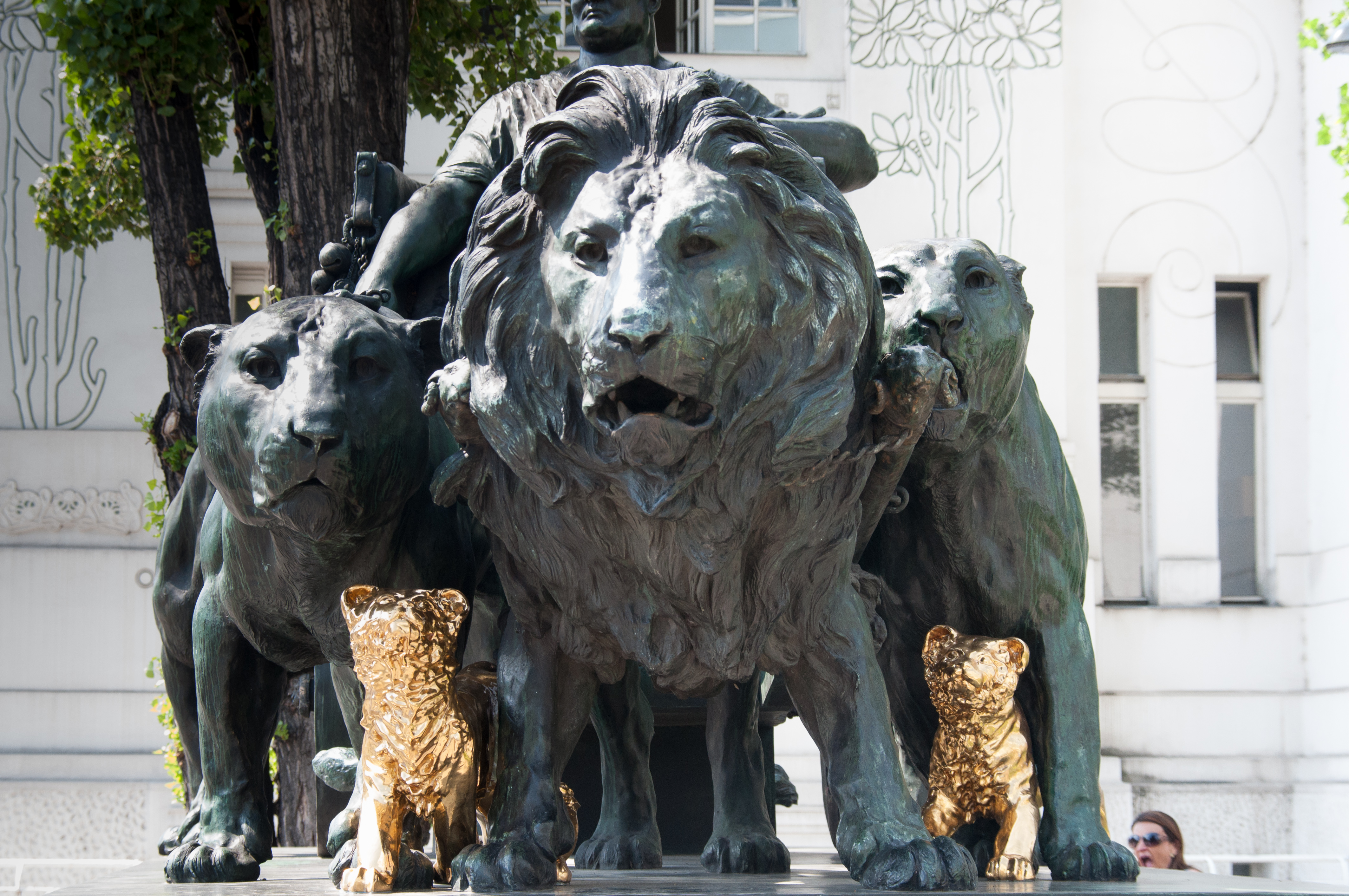
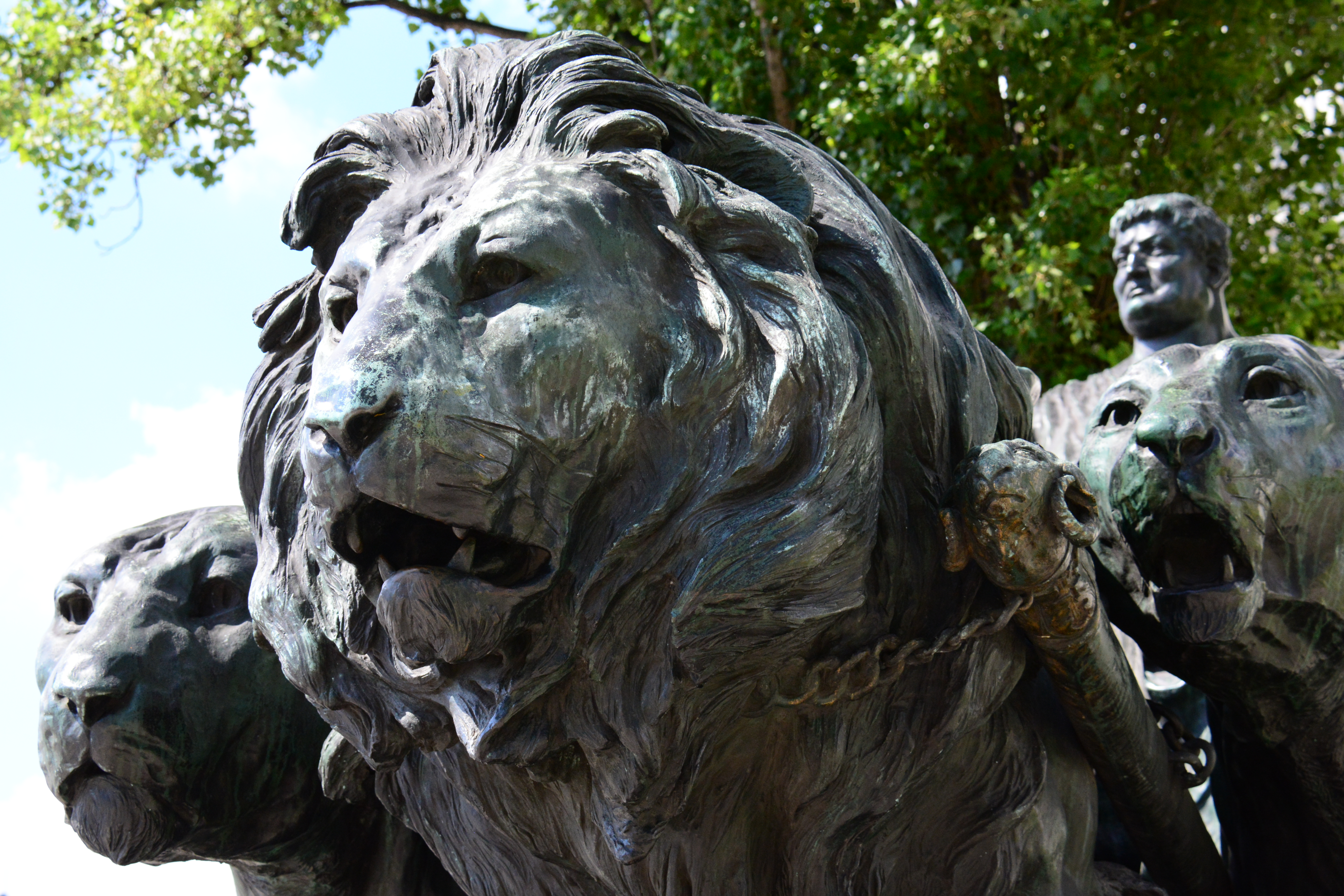

### Nr. 12: Wiener Secessionsgebäude
→ siehe auch Hauptartikel Wiener Secessionsgebäude
Das 1897–1898 von Joseph Maria Olbrich errichtete Ausstellungsgebäude für die Wiener Secession zählt zu den bedeutendsten Bauwerken des Jugendstil in Wien. Ursprünglich sollte es nach der Neugestaltung des Karlsplatzes auf die Karlskirche Bezug nehmen und mit dieser durch eine Allee verbunden werden. Wegen seiner Blätterwerk darstellenden vergoldeten Kuppel nannten die Wiener das Secessionsgebäude bald volkstümlich Goldenes Krauthappel.
Eine Treppe, flankiert von zwei auf Podesten stehenden Mosaikschalen von Robert Oerley, führt zum erhöht gelegenen Portal, neben dem links der Titel der Zeitschrift der Künstlervereinigung, Ver sacrum, zu lesen ist. Über dem Portal, unterhalb der goldenen Kuppel, ist das Motto der Secession zu sehen: Der Zeit ihre Kunst, der Kunst ihre Freiheit. Othmar Schimkowitz schuf die Gorgonenhäupter über dem Eingang, Kolo Moser die sechs Eulen an den Seitenfassaden. 1902 schuf Gustav Klimt für eine Ausstellung seinen berühmten Beethovenfries, der als Leihgabe des Belvedere im Untergeschoß der Secession zu sehen ist. Das Gebäude steht unter Denkmalschutz.

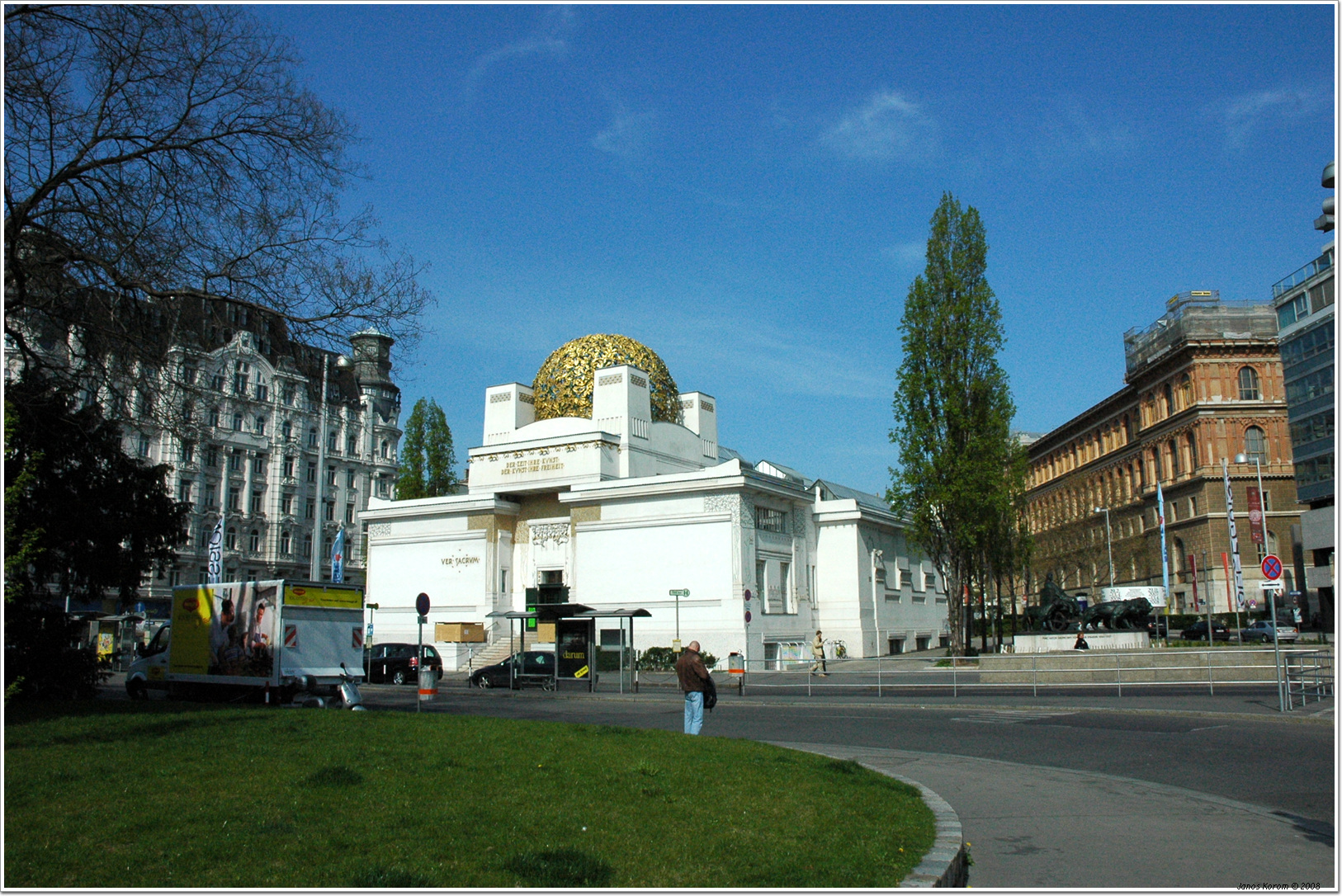
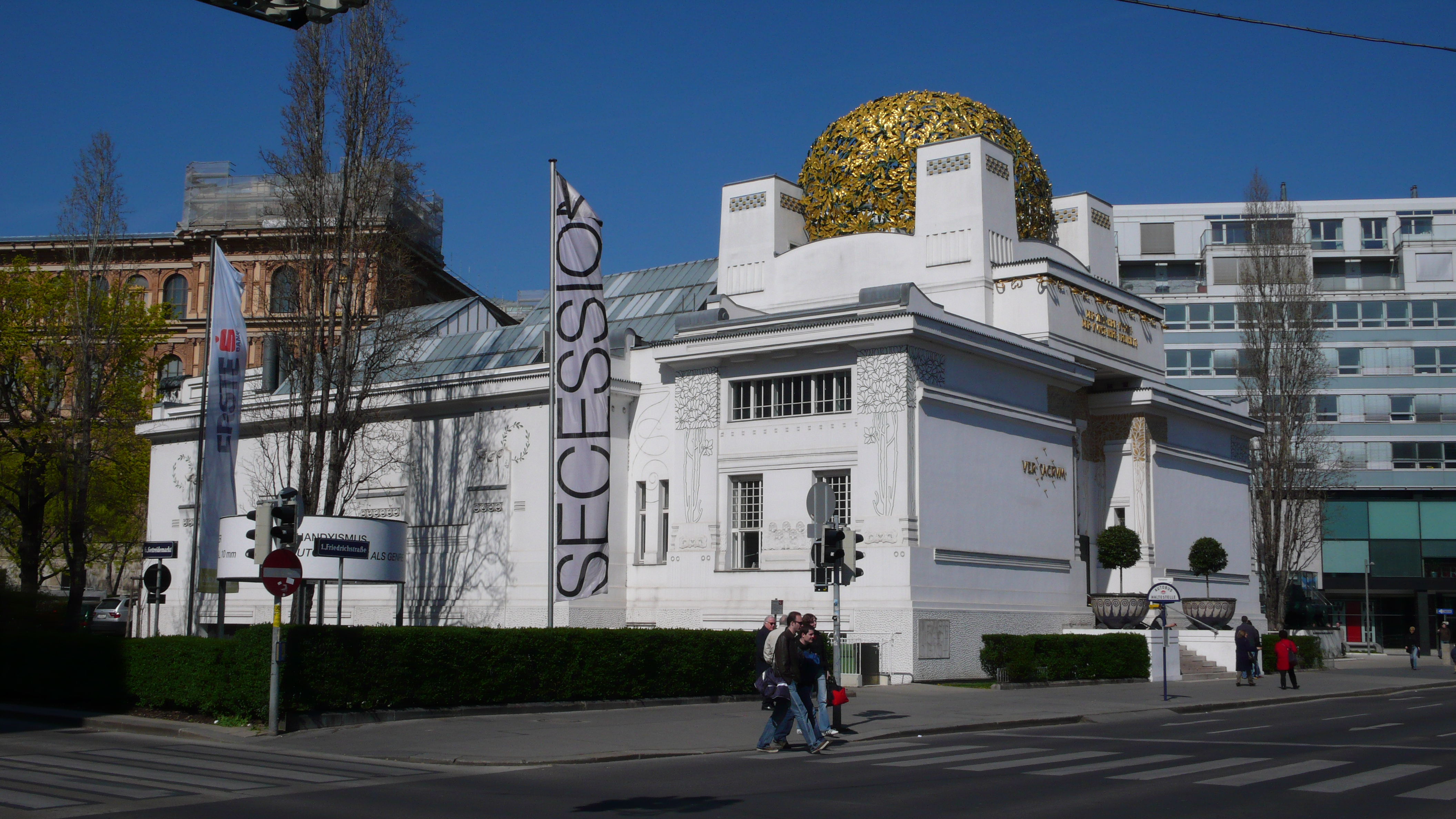
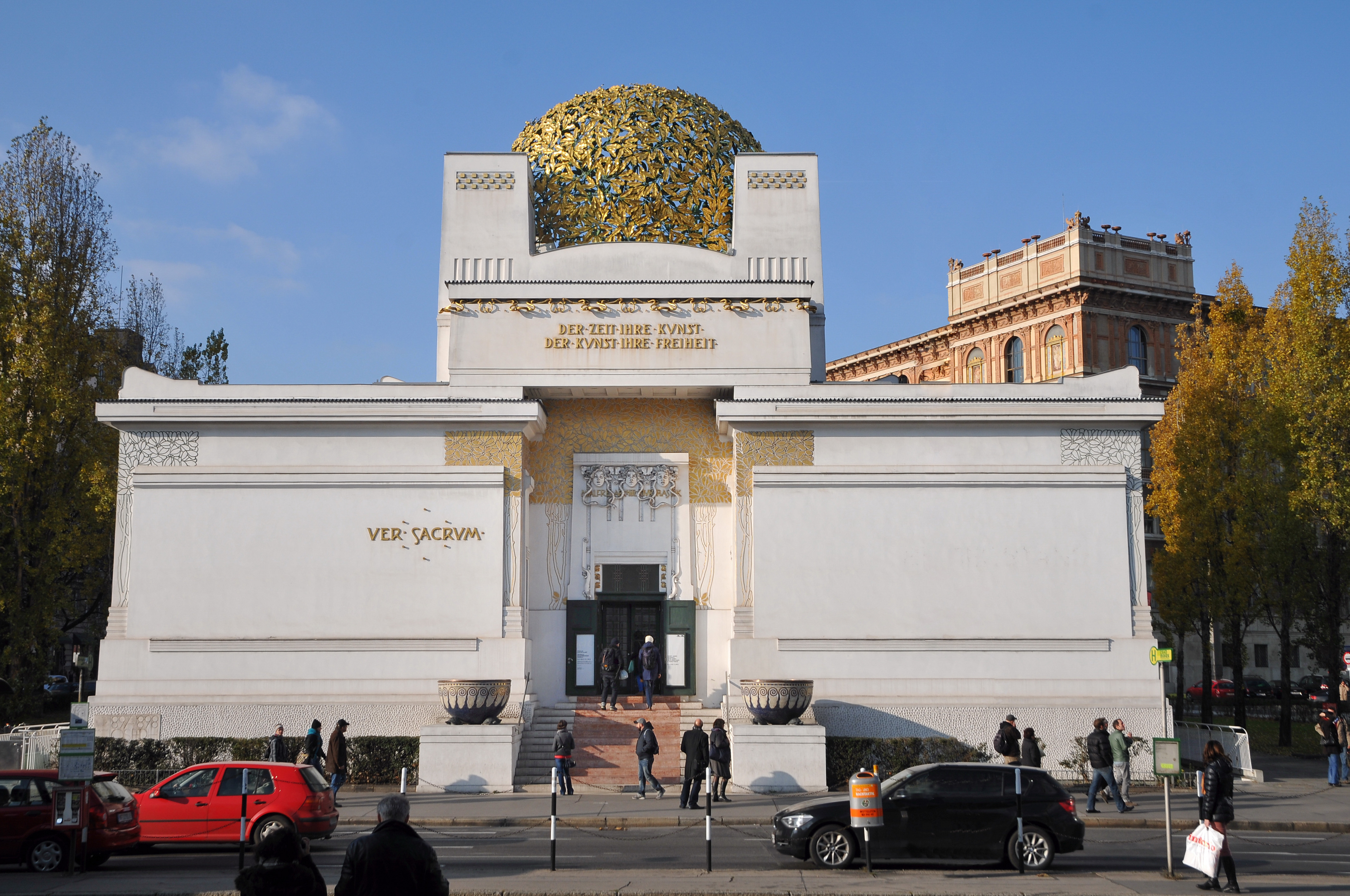
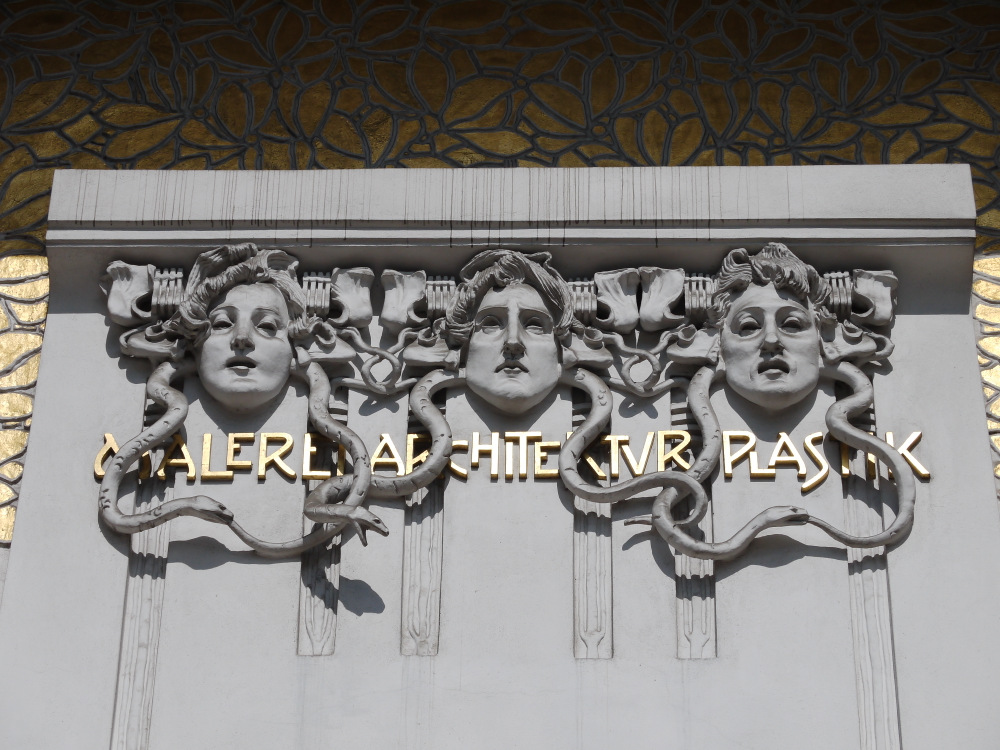
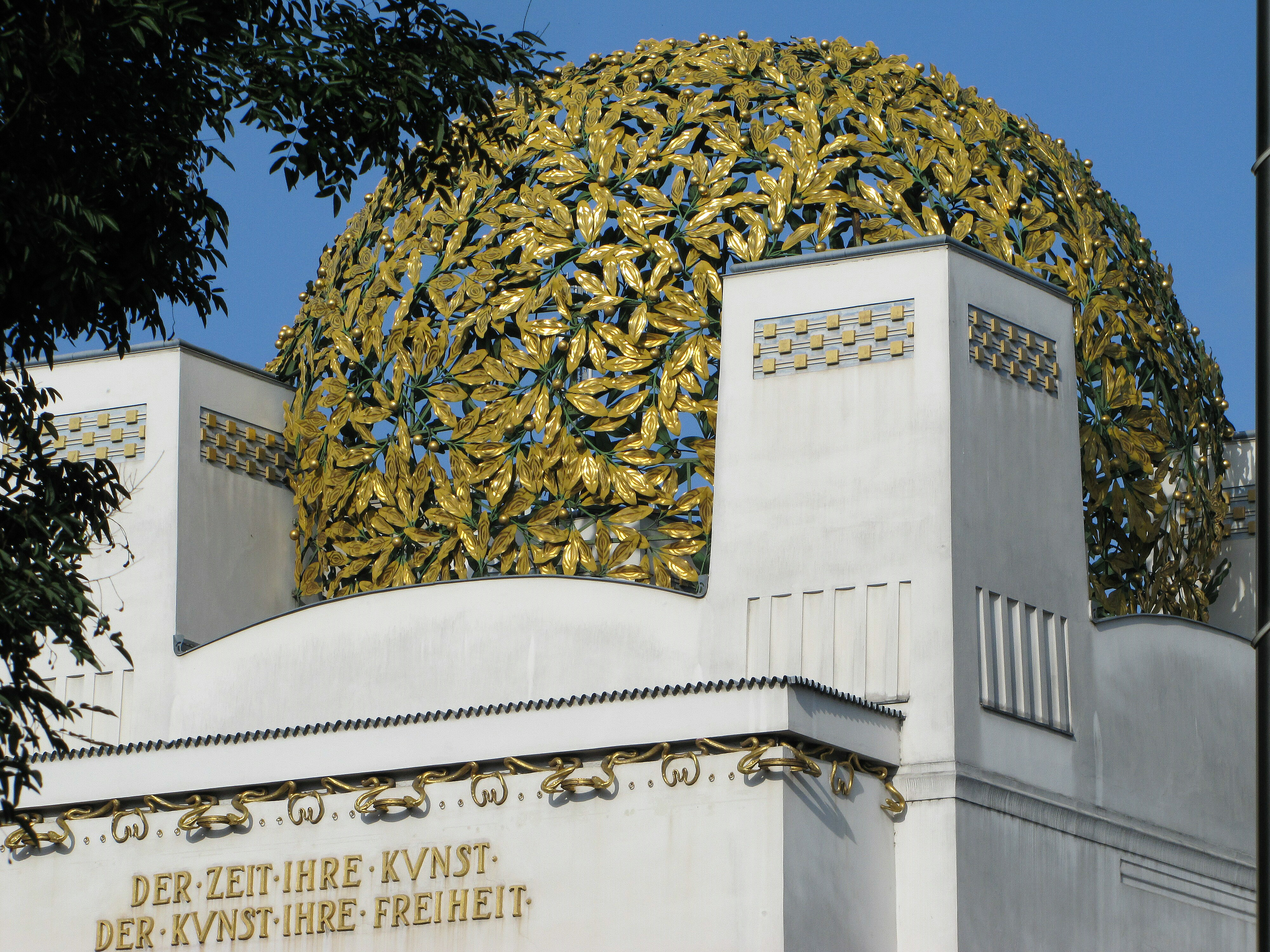
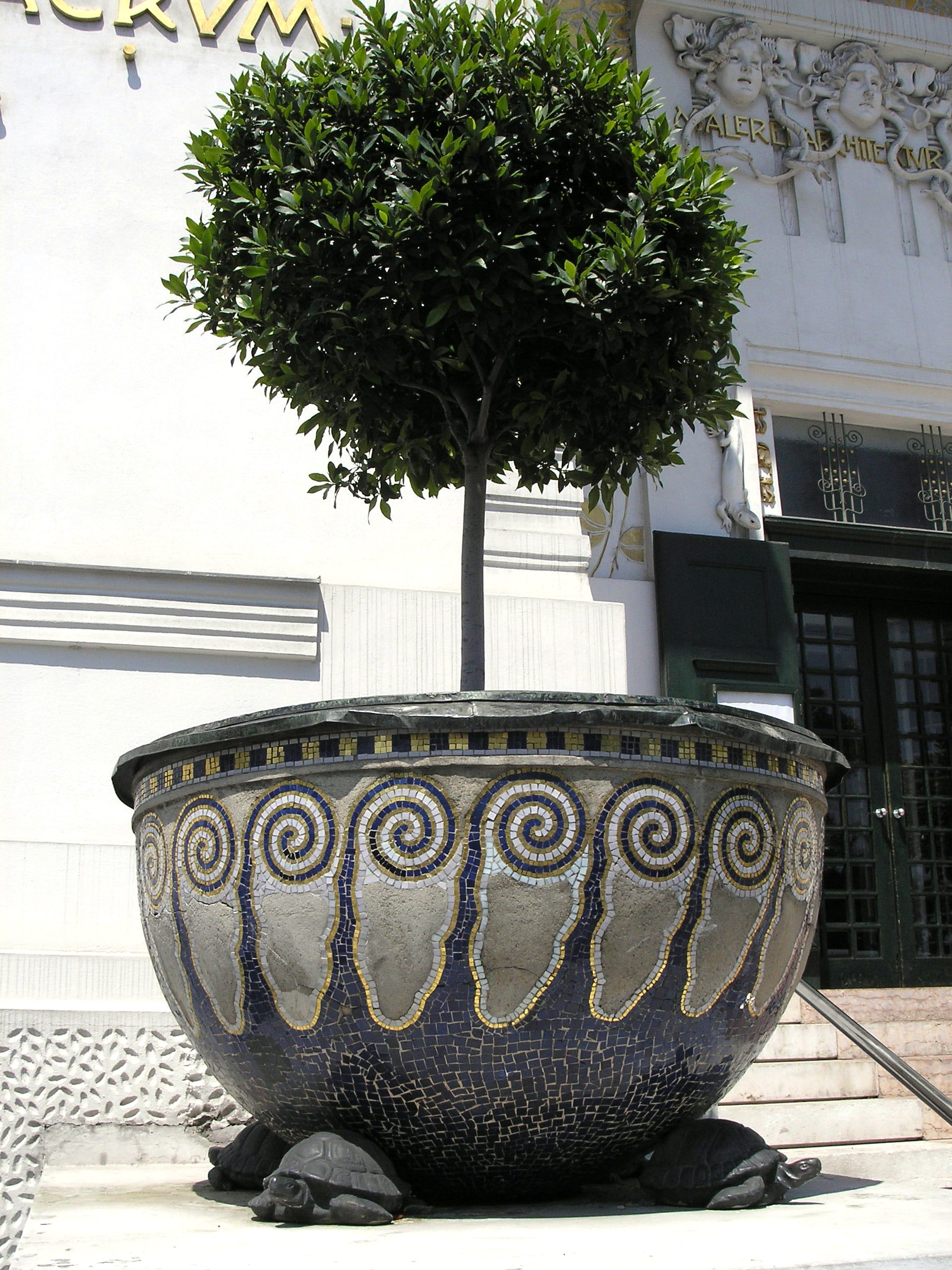
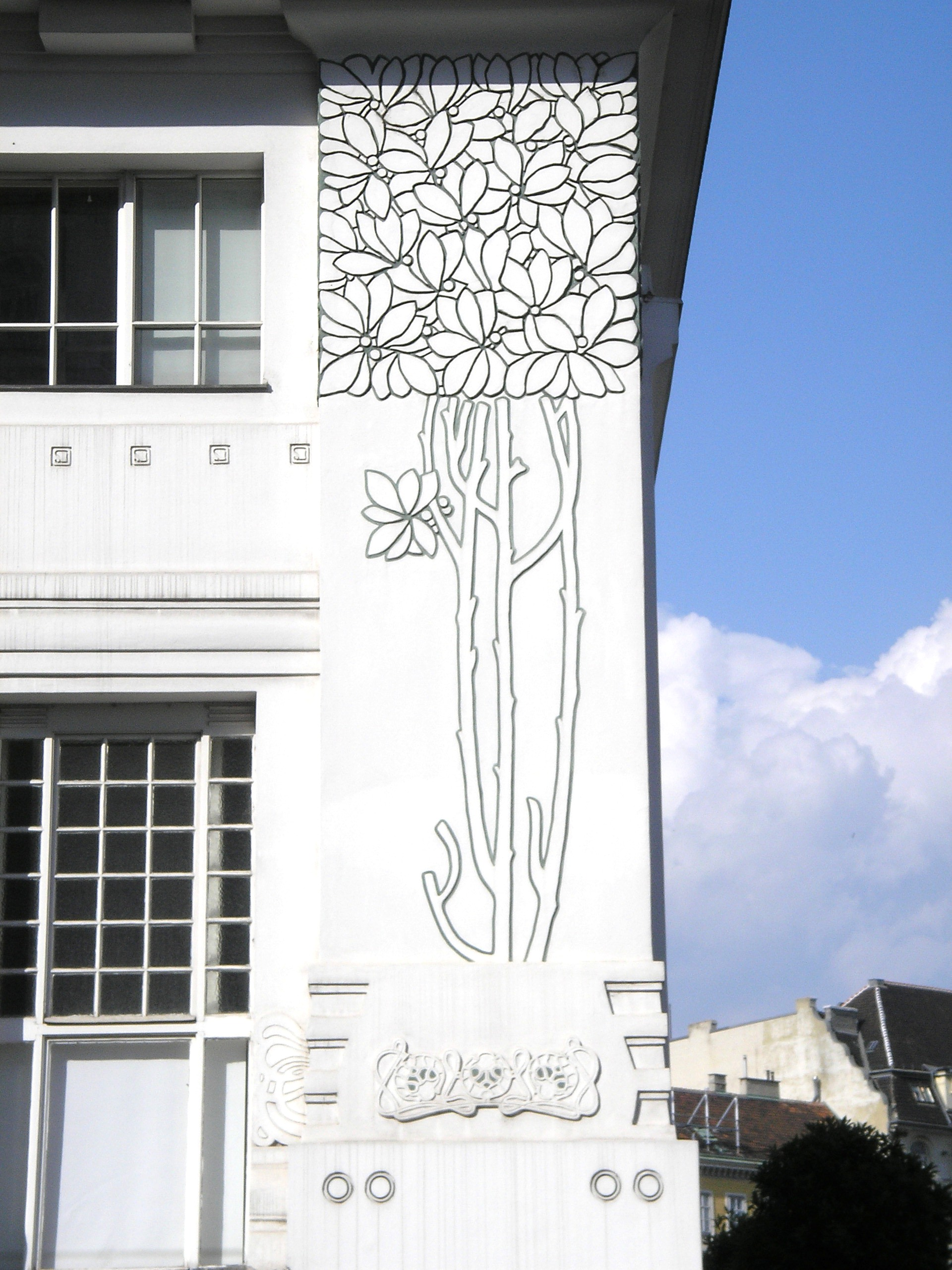
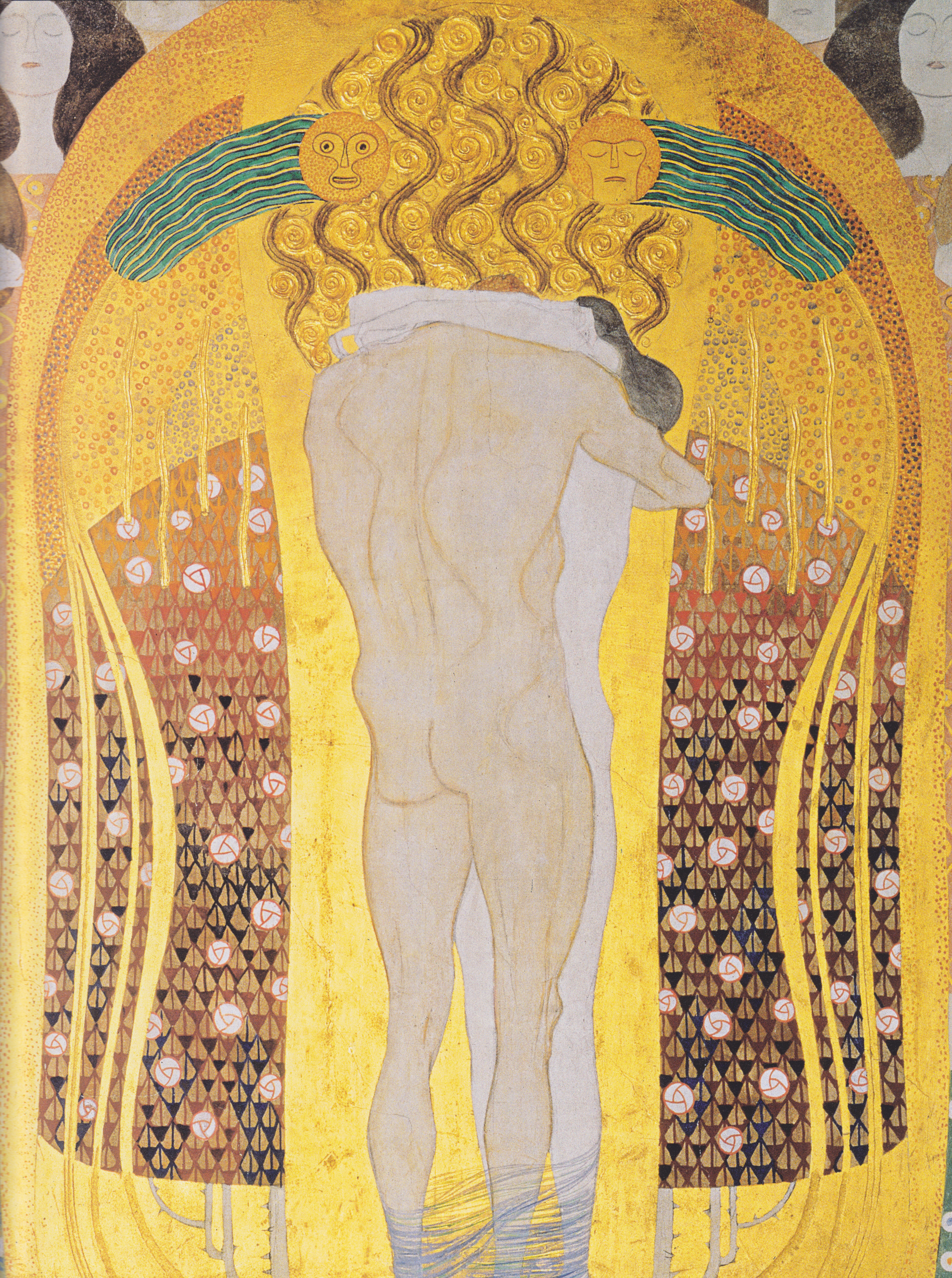
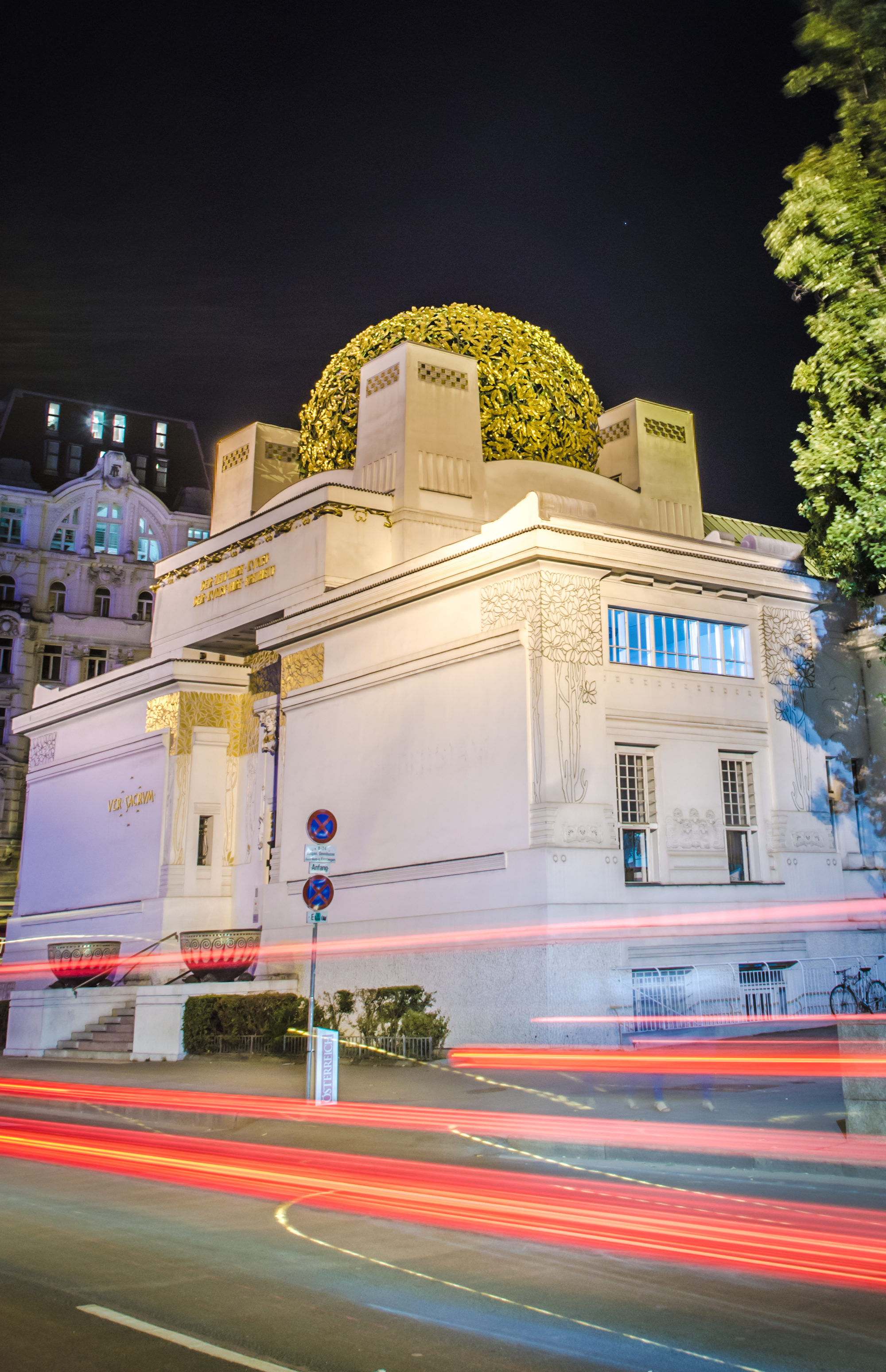